# Washington (district de Columbia)
Pour les articles homonymes, voir Washington et DC.
Ne doit pas être confondu avec l'État de Washington et le district du Columbia.
« Capitale des États-Unis » redirige ici. Pour les autres capitales historiques ou infranationales, voir Liste des capitales des États-Unis.
Washington (prononcé : /ˈwɑʃɪŋtən/), officiellement le district de Columbia (en anglais : District of Columbia), souvent appelée Washington, D.C., simplement D.C. (/ˈdiː ˌsiː/ ; afin d'éviter la confusion avec l'État de Washington), ou encore The District, est la capitale des États-Unis. Selon les dernières estimations (2023), elle compte 678 972 habitants intra-muros pour une superficie de 177 km2. Son aire urbaine, la sixième des États-Unis, après Houston et devant Miami, compte environ 6,2 millions d'habitants. Elle a le statut de ville indépendante.
En tant que capitale fédérale, elle ne fait pas partie des cinquante États de l'Union et dépend directement du Congrès. Son statut spécial vaut à ses habitants de ne pas disposer de représentants ni de sénateurs. La ville est le siège de nombreuses institutions américaines et internationales, telles que la Maison-Blanche (résidence officielle du président), le Capitole, siège du Congrès (constitué de ses deux chambres : la Chambre des représentants et le Sénat), la Cour suprême et d'autres organismes fédéraux, comme la Réserve fédérale (Fed), ainsi que la Banque mondiale (BM) et le Fonds monétaire international (FMI). Elle accueille en outre 176 ambassades et représentations diplomatiques.
Washington est créée à la suite de la signature du Residence Act en 1790, qui prévoit la création d'une capitale fédérale. Elle est fondée en janvier 1791, sur les rives du fleuve Potomac, à proximité des villes de Georgetown et d'Alexandria. Nommée en hommage au premier président des États-Unis, George Washington, elle est construite ex nihilo selon un plan hippodamien de l'ingénieur français Pierre Charles L'Enfant. L'urbanisme diffère de la plupart des autres villes américaines car la construction de gratte-ciel y est interdite : l'architecture de Washington est marquée par une faible hauteur et un héritage de l'architecture coloniale.
Washington devient la capitale des États-Unis en 1800. Peu peuplée durant la première moitié du XIXe siècle, ce n'est qu'à la fin de la guerre de Sécession qu'elle acquiert sa légitimité en tant que capitale, devenant le symbole de l'unité retrouvée. Située dans le nord-est des États-Unis sur la côte atlantique, entre le Maryland et la Virginie, la ville se trouve à 57 km au sud-ouest de Baltimore, à 199 km de Philadelphie et 329 km de New York. Elle marque l'extrémité méridionale de la mégalopole américaine, appelée également BosWash. Les coordonnées géographiques de la ville correspondent au point zéro, d'où sont calculées toutes les distances routières aux États-Unis. Son climat est de type subtropical humide, avec de fortes variations de température entre l'été et l'hiver.
En tant que siège de la plupart des institutions fédérales, l'économie est fortement dépendante des activités gouvernementales, qui représentent jusqu'à 50 % de son PIB au milieu du XXe siècle. Aujourd'hui, l'économie est diversifiée, notamment dans l'industrie de l'armement et de l'informatique. La population de la ville se stabilise de nos jours autour de 700 000 habitants, après avoir connu une baisse importante depuis la Seconde Guerre mondiale, essentiellement en raison du départ des Blancs pour les banlieues environnantes. Devenue une ville en majorité composée d'Afro-Américains (71 % en 1970), Washington comprend historiquement plusieurs quartiers presque exclusivement noirs — dont certains connaissent actuellement un processus d'embourgeoisement — et est, depuis que les Washingtoniens votent aux élections présidentielles (1964), un bastion du Parti démocrate.
La ville compte plusieurs universités, dont la prestigieuse université de Georgetown, ainsi que la Bibliothèque du Congrès, plus grande bibliothèque au monde. Washington dispose de services de polices dépendant de la municipalité, ainsi que de la garde nationale du district de Columbia qui, en tant que force fédérale, dépend du président lui-même. Le district de Columbia ne dispose donc pas de forces autonomes comme les polices d'État ou les forces de défense d'État existant dans les États de l'Union.

## Géographie

### Situation
La ville de Washington est située dans le Nord-Est du pays, sur la rive gauche du Potomac à sa confluence avec la rivière Anacostia qui coule en aval du District.
La ville n'est pas côtière mais la côte est très proche de la ville, située à 50 km de la baie de Chesapeake et à 150 km de l'océan Atlantique.
Elle se trouve entre les États de Virginie (au sud-ouest) et du Maryland (au sud-est, au nord-est et au nord-ouest).
Elle marque l'extrémité méridionale de la mégalopole américaine, appelée également BosWash.
Son territoire d'origine, en 1791, se présentait sous la forme d'un carré de 16,2 km de côté, positionné à cheval sur le fleuve Potomac. La rive droite formant l'ancien comté d'Alexandria est cependant rétrocédée à la Virginie par décision du Congrès en 1846.
La partie du Potomac qui traverse Washington est entièrement comprise dans le district de Columbia et coupe également en deux la frontière entre la Virginie et le Maryland.

### Environnement

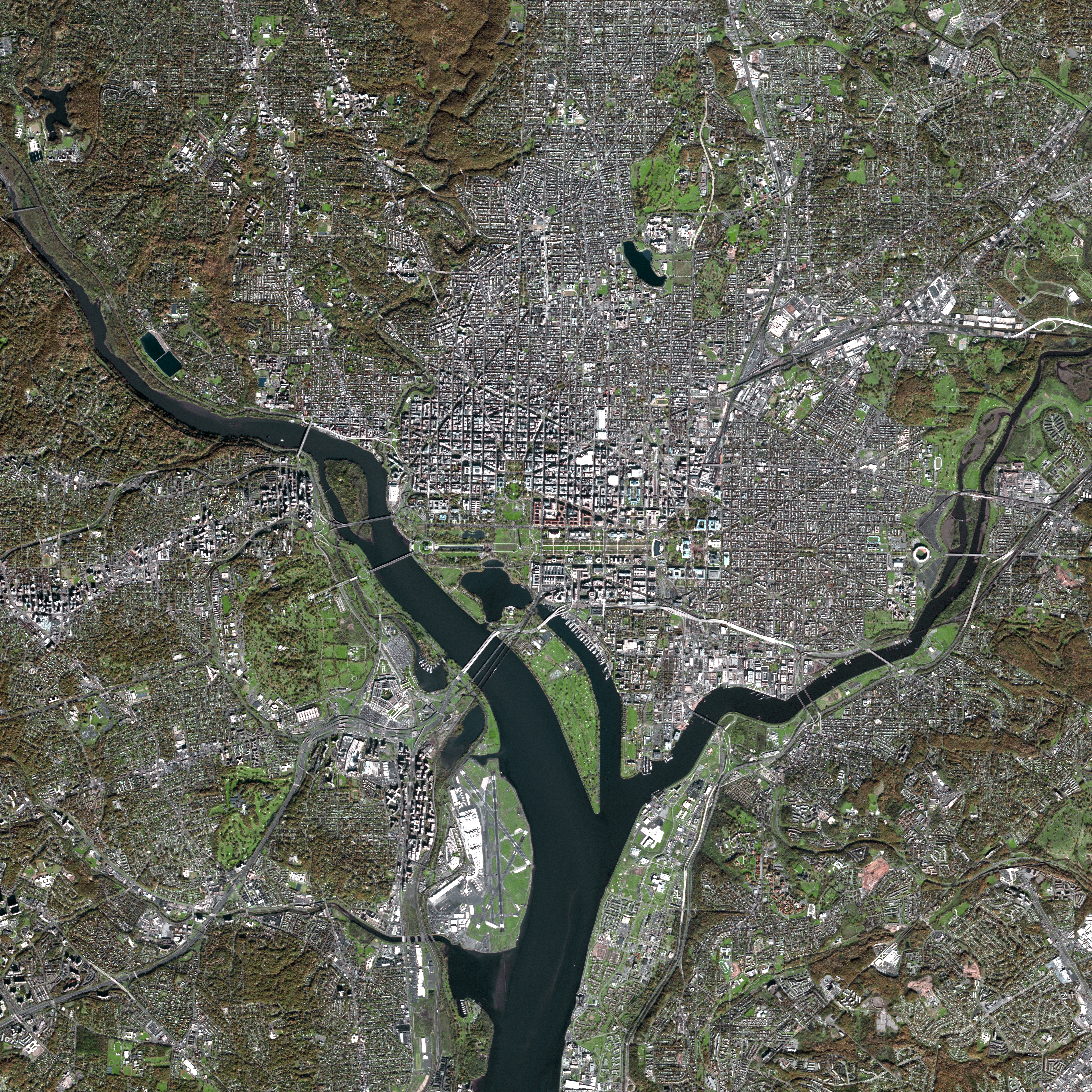
Washington vu par le satellite SPOT.

Selon le Bureau du recensement des États-Unis, la superficie de Washington est de 177 km2, dont 18 km2 (10,16 %) sont occupés par des plans d'eau ou des cours d'eau, comme le Potomac, l'Anacostia et le Rock Creek. Il existe aussi plusieurs réservoirs artificiels : Dalecarlia Reservoir (en), qui traverse le coin nord-ouest du District depuis le Maryland, McMillan Reservoir (en) près de l'université Howard et Georgetown Reservoir (en) en amont de Georgetown. Washington compte également deux îles : Theodore Roosevelt Island et Columbia Island.
Le point culminant du district de Columbia se trouve à Tenleytown (en) ; il s'élève à 125 mètres, tandis que les rives de l'Anacostia et du Potomac se situent au niveau moyen de la mer.

### Climat
Le climat de Washington est typique de la façade orientale du continent. C'est un climat subtropical humide avec de notables variations entre l'été et l'hiver. Le total annuel moyen des précipitations est de 1 008,6 mm.
D'après la classification de Köppen : la température du mois le plus froid est comprise entre 0 °C et 18 °C (janvier avec 2,3 °C) et la température du mois le plus chaud est supérieure à 10 °C (juillet avec 26,6 °C) donc c'est un climat tempéré. Les précipitations sont stables, il n'y a pas de saison sèche. C'est donc un climat tempéré chaud sans saison sèche. L'été est chaud car la température moyenne du mois le plus chaud est supérieure à 22 °C (juillet avec 26,6 °C).
Le climat de Washington est classé comme Cfa dans la classification de Köppen, soit un climat subtropical humide.
L'été tend à être très chaud et humide voire torride avec des températures élevées autour de 32 °C, et des pointes fréquentes au-delà des 35 °C, les orages accompagnés de pluies chaudes peuvent alors se produire mais passent très rapidement. La température la plus élevée jamais enregistrée à Washington est de 41 °C le 6 août 1918, le 20 juillet 1930, le 10 juillet 1936, le 17 août 1997, le 22 juillet 2011, et le 7 juillet 2012 . Du fait de l'humidité combinée aux hautes températures les indices de chaleur peuvent monter au-delà de 45 °C rendant la chaleur suffocante.
Le printemps et l'automne sont modérément chauds avec des températures maximales moyennes d'environ 20 °C (en avril, en octobre) et des pointes à 30 °C, qui ne sont pas rares.
L'hiver, qui arrive souvent brutalement, apporte en général des températures basses (en moyenne 2 °C en janvier, record : −26 °C le 11 février 1899) et de la neige (en moyenne  par an, avec des chutes parfois abondantes de plusieurs dizaines de cm), bien que des journées chaudes (plus de 20 °C) ne soient pas rares en janvier. La température moyenne annuelle à Washington est de 14,6 °C. Les ouragans passent parfois dans la région, ils se sont généralement très affaiblis avant d'atteindre la ville : l'ouragan Isabel en septembre 2003 avait fait un mort à Washington.
Washington bénéficie d'un ensoleillement élevé avec 2 528,7 heures en moyennes par an.
En janvier 2016, une tempête de neige surnommée Snowzilla s'abat sur toute la côte est des États-Unis. En trois jours (les 22, 23 et 24 janvier 2016), il est tombé près d'un mètre de neige à Washington, 80 cm à New York et 70 cm à Philadelphie. Jamais une telle tempête n'avait autant perturbé les transports en commun, qui seront fermés dans ces trois villes.
| Mois                                | jan.  | fév.  | mars  | avril | mai   | juin | jui. | août  | sep. | oct.  | nov. | déc.  | année   |
| ----------------------------------- | ----- | ----- | ----- | ----- | ----- | ---- | ---- | ----- | ---- | ----- | ---- | ----- | ------- |
| Température minimale moyenne (°C)   | −1,8  | −0,6  | 3,2   | 8,4   | 13,7  | 19,1 | 21,8 | 21    | 17   | 10,4  | 5,1  | 0,3   | 9,8     |
| Température moyenne (°C)            | 2,3   | 3,9   | 8,3   | 13,8  | 18,9  | 24,1 | 26,6 | 25,7  | 21,7 | 15,3  | 9,8  | 4,3   | 14,6    |
| Température maximale moyenne (°C)   | 6,4   | 8,4   | 13,3  | 19,3  | 24,2  | 29,1 | 31,4 | 30,4  | 26,4 | 20,3  | 14,4 | 8,3   | 19,3    |
| Record de froid (°C)                | −26   | −26   | −16   | −9    | 1     | 6    | 11   | 9     | 2    | −3    | −12  | −25   | −26     |
| Record de chaleur (°C)              | 26    | 29    | 34    | 35    | 37    | 40   | 41   | 41    | 40   | 36    | 30   | 26    | 41      |
| Ensoleillement (h)                  | 145,7 | 152,6 | 204,6 | 228   | 260,4 | 282  | 279  | 263,5 | 225  | 204,6 | 150  | 133,3 | 2 528,7 |
| Précipitations (mm)                 | 71,1  | 65,5  | 88,4  | 77,7  | 101,3 | 95,8 | 94,5 | 74,2  | 94,5 | 86,4  | 80,5 | 77,5  | 1 008,6 |
| Nombre de jours avec précipitations | 9,6   | 9     | 10,5  | 10,4  | 11,1  | 10,7 | 10,3 | 8,2   | 8,3  | 7,7   | 8,6  | 9,7   | 114,1   |

### Organisation de l'espace

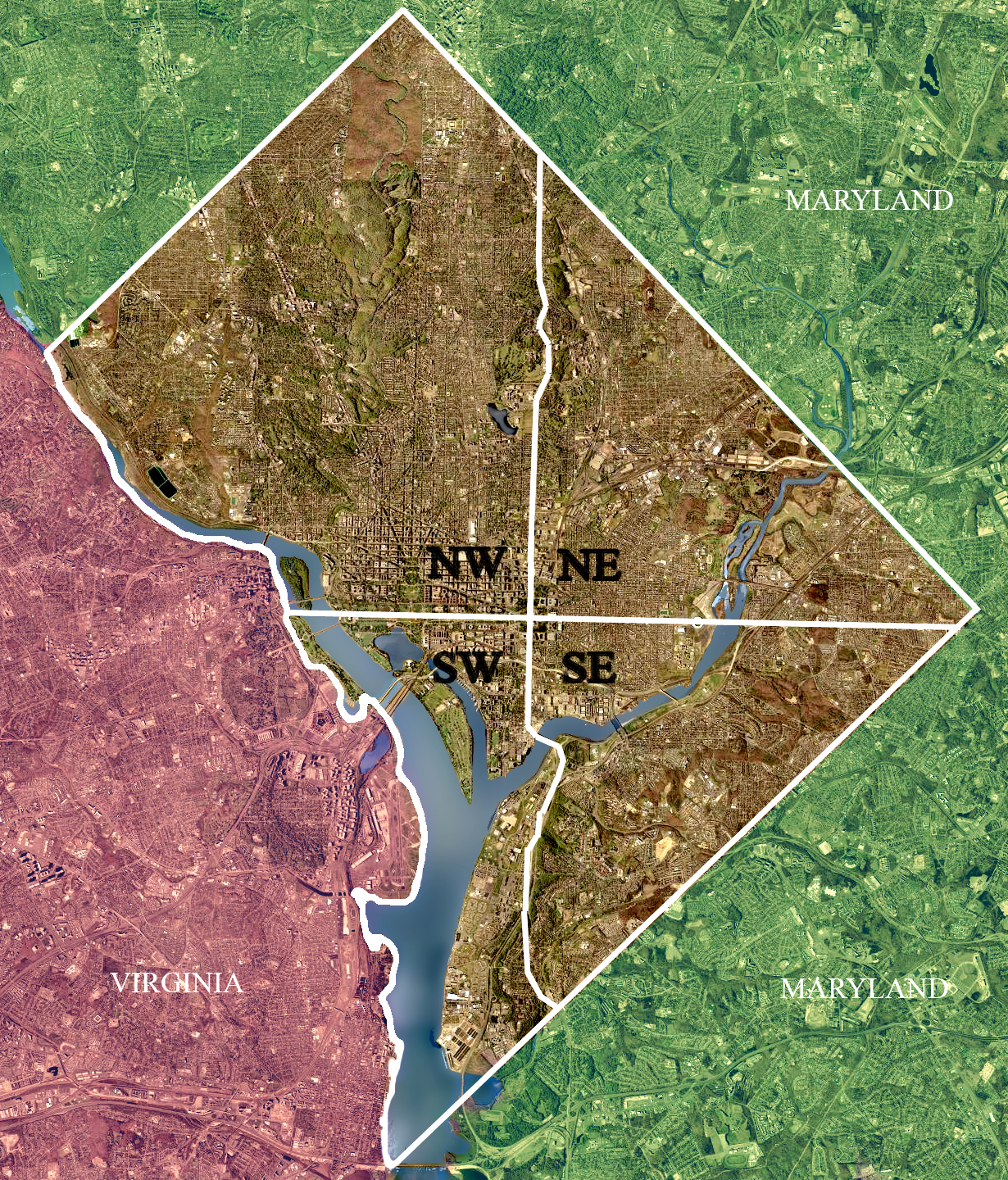
Washington, D.C. est divisée en quatre secteurs : Northwest, Northeast, Southeast et Southwest.

Le territoire de la ville est divisé en quadrants qui servent à situer un lieu par un système de coordonnées cartésiennes : Northwest (NW), Northeast (NE), Southeast (SE), et Southwest (SW). Le point origine de ce système de coordonnées est situé dans la crypte située sous la rotonde du Capitole et est marqué par une étoile incrustée dans le sol.
L'adresse d'une rue est donc toujours suivie de la mention du secteur, puisqu'il existe des coordonnées identiques dans chacun d'entre eux. De plus, au sein de chaque quadrant, les rues orientées nord-sud sont numérotées, tandis que les rues orientées est-ouest sont désignées par des lettres. Par exemple :
- 900 G Street NW correspond à l'intersection de la 9e rue et de la rue G dans le quadrant Northwest (nord-ouest) de la ville ;
- le centre géographique de la ville se trouve à proximité de la 4e rue NW, de L Street NW et de New York Avenue NW.

### Urbanisme et paysage urbain

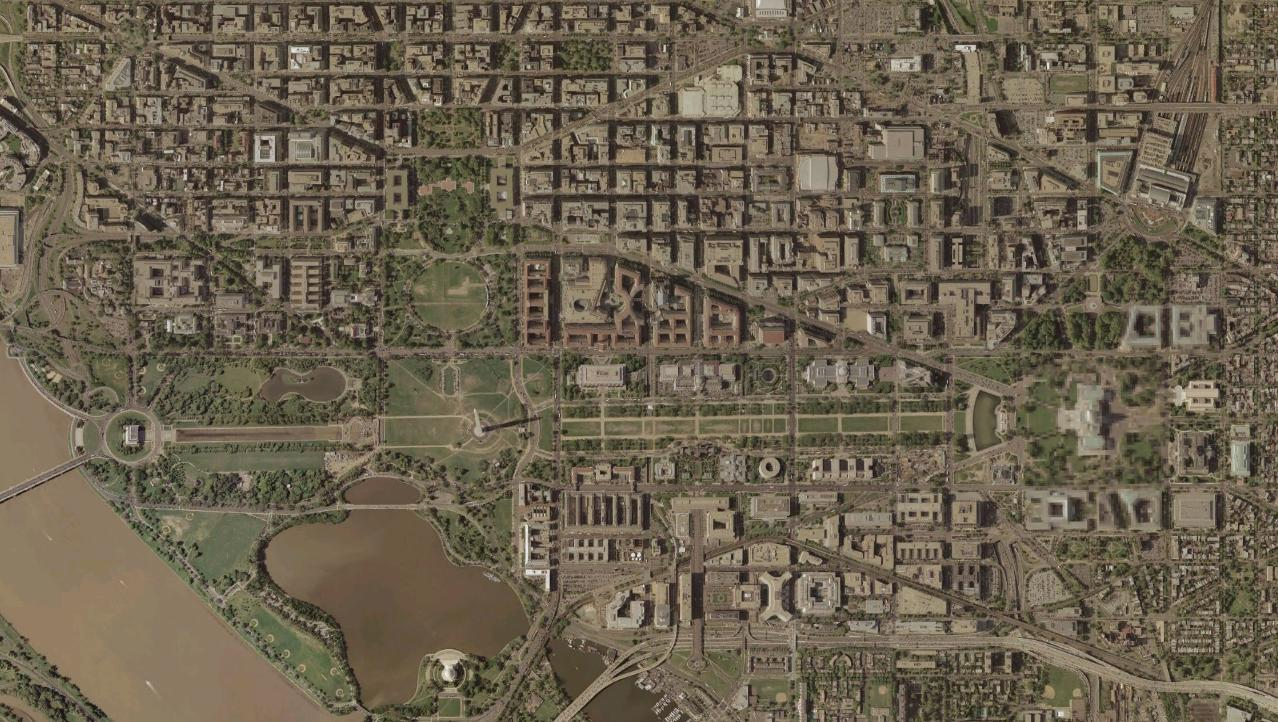
Le centre administratif de Washington.

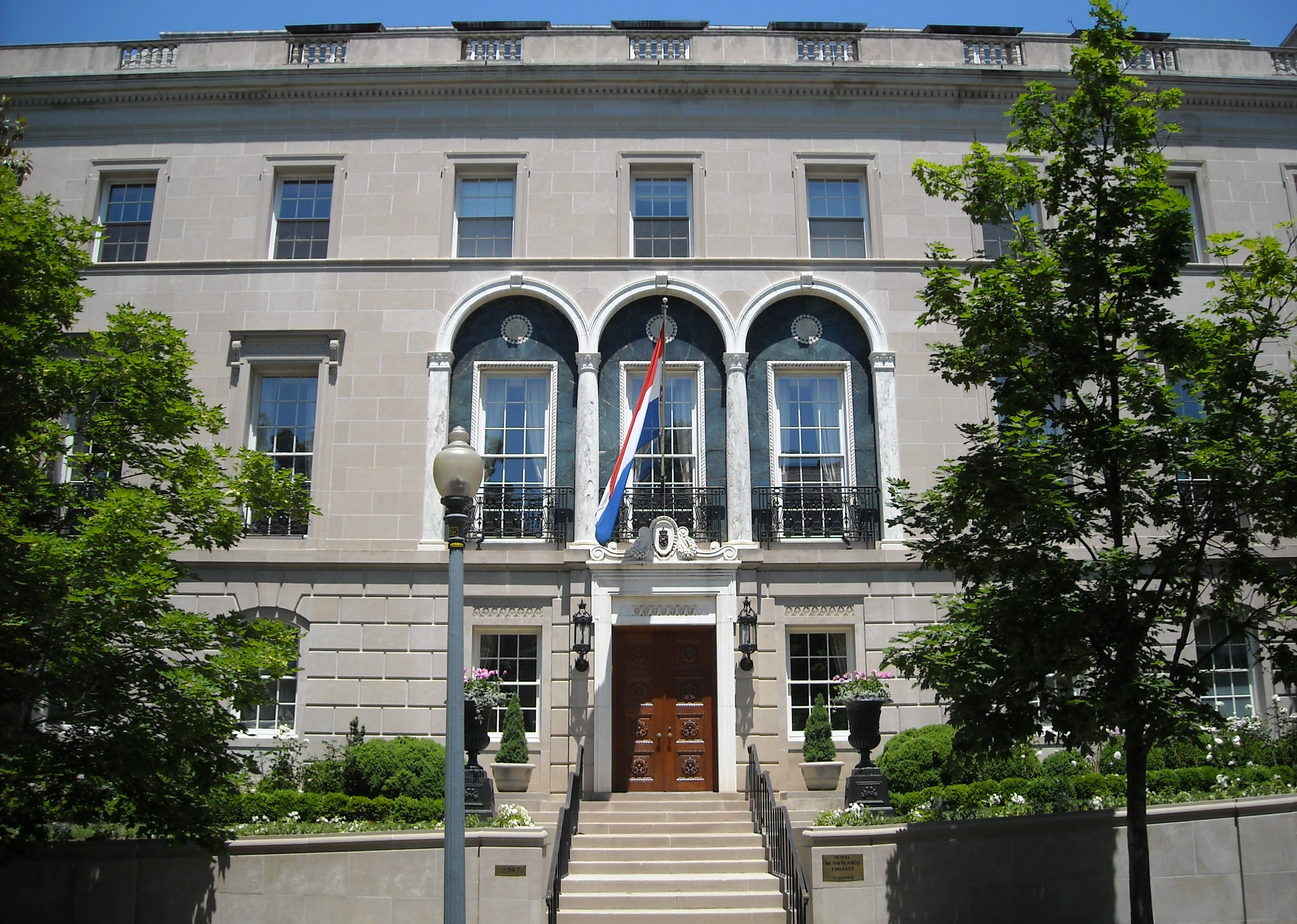
Résidence de l'ambassadeur des Pays-Bas aux États-Unis dans le district de Columbia.

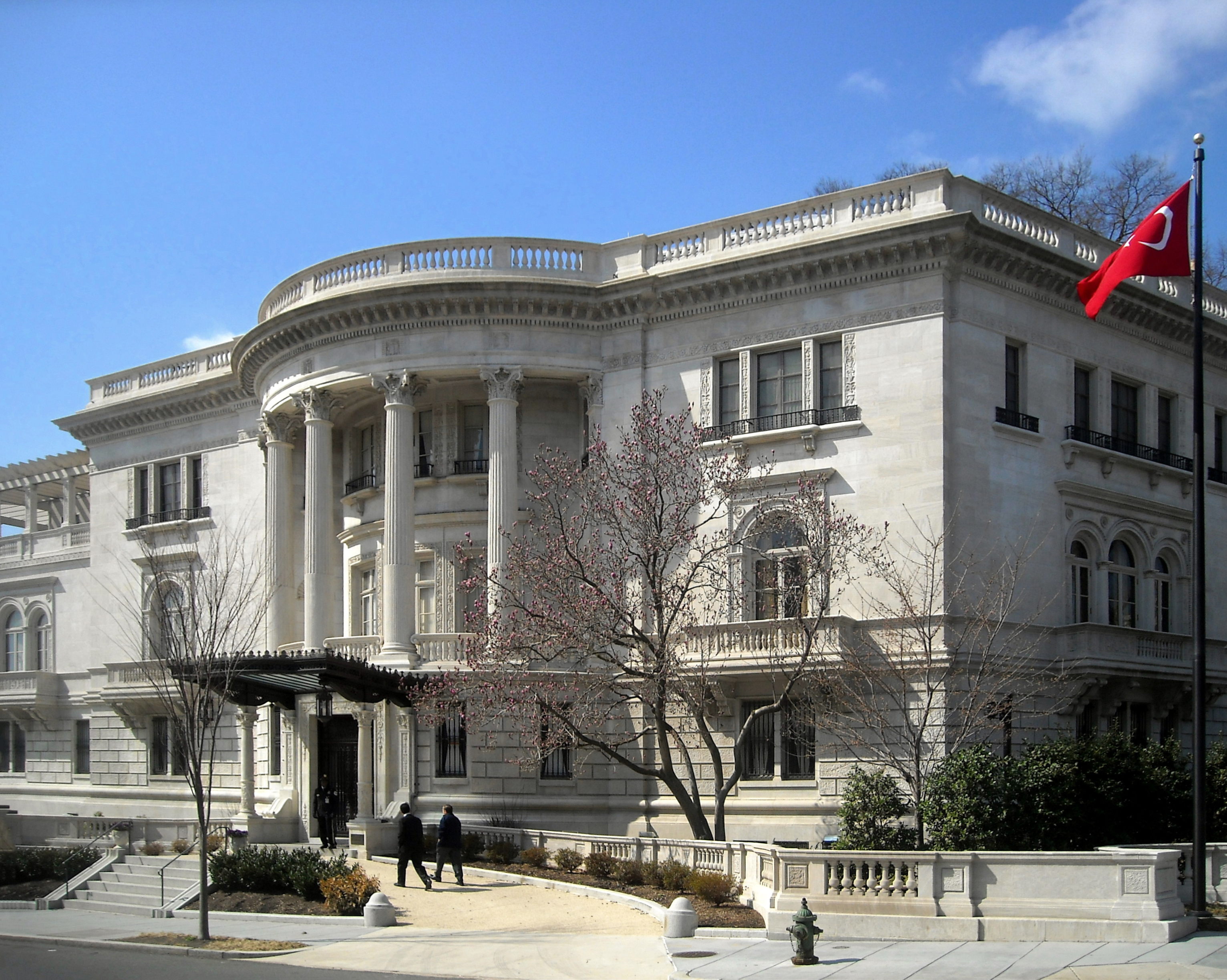
Résidence de l'ambassadeur de Turquie aux États-Unis.

Washington, D.C. tient une place particulière parmi les villes américaines : son statut de capitale, mais surtout son paysage et son organisation urbaine font d'elle une ville hors de l'ordinaire. Architecturalement, il n'existe aucun quartier de gratte-ciel si caractéristique des métropoles américaines. La hauteur des constructions a en effet été limitée par une loi de 1910 (en) limitant la hauteur des bâtiments à la largeur de la rue adjacente plus 20 pieds (6,1 mètres) et non à la hauteur du Capitole ou du Washington Monument comme l'affirme une idée reçue.
Ensuite, le plan orthogonal, conçu par l'architecte et urbaniste français Pierre Charles L'Enfant, trace des axes obliques qui contrarient la structure en damier. Son projet d'urbanisme pour la ville de Washington avait d'abord été refusé, entre autres parce qu'il était jugé trop ambitieux. Puis, après avoir été oublié, il a finalement été utilisé pour organiser la capitale.
À la fin du XVIIIe siècle, L'Enfant remporte le concours pour construire la capitale fédérale (Federal City) sur les rives du Potomac. Le projet est lancé en 1791, mais ses plans ne sont que partiellement exécutés durant sa vie. Le projet lui est retiré et, par colère, il emporte ses plans avec lui. Cependant, ces derniers sont en grande partie reconstitués de mémoire par le mathématicien afro-américain Benjamin Banneker. Au tournant des XIXe et XXe siècles, les tenants du mouvement City Beautiful rêvent de réaliser des villes néoclassiques en créant un cadre harmonieux et monumental. Plusieurs villes voulurent appliquer ce concept, mais Washington, D.C. semble la plus aboutie et la plus homogène, avec ses constructions de couleur blanche.
Le paysage urbain est aéré en raison de l'absence de constructions très hautes, mais aussi grâce à de larges avenues et de nombreux parcs, dont le National Mall, Rock Creek Park, Theodore Roosevelt Island et l'Arboretum national des États-Unis. La densité du district est relativement faible par rapport à d'autres villes américaines, les bâtiments officiels et les monuments tiennent une place importante par rapport aux bâtiments destinés à l'habitat.

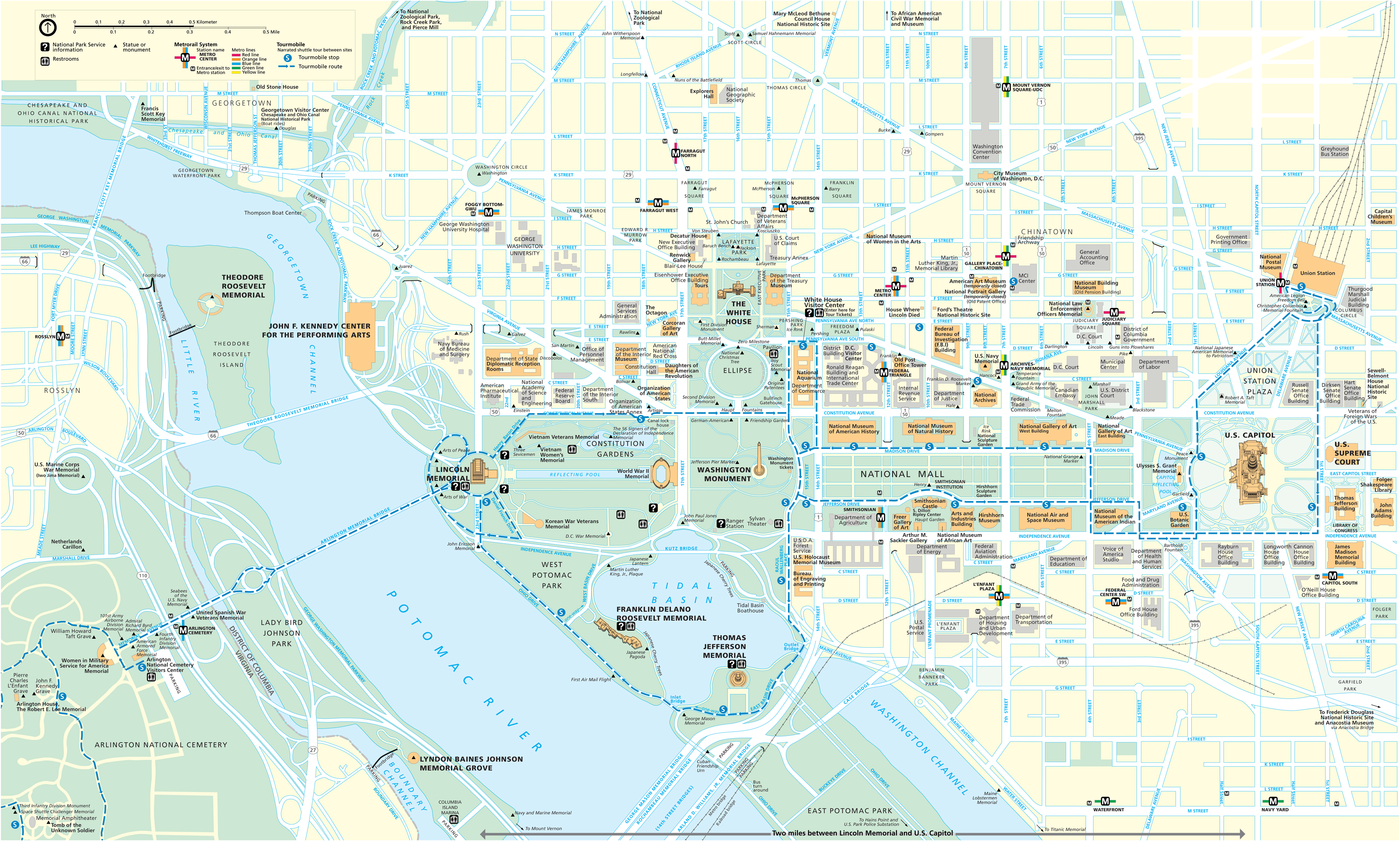
Plan du centre de Washington, D.C.

### Aires protégées

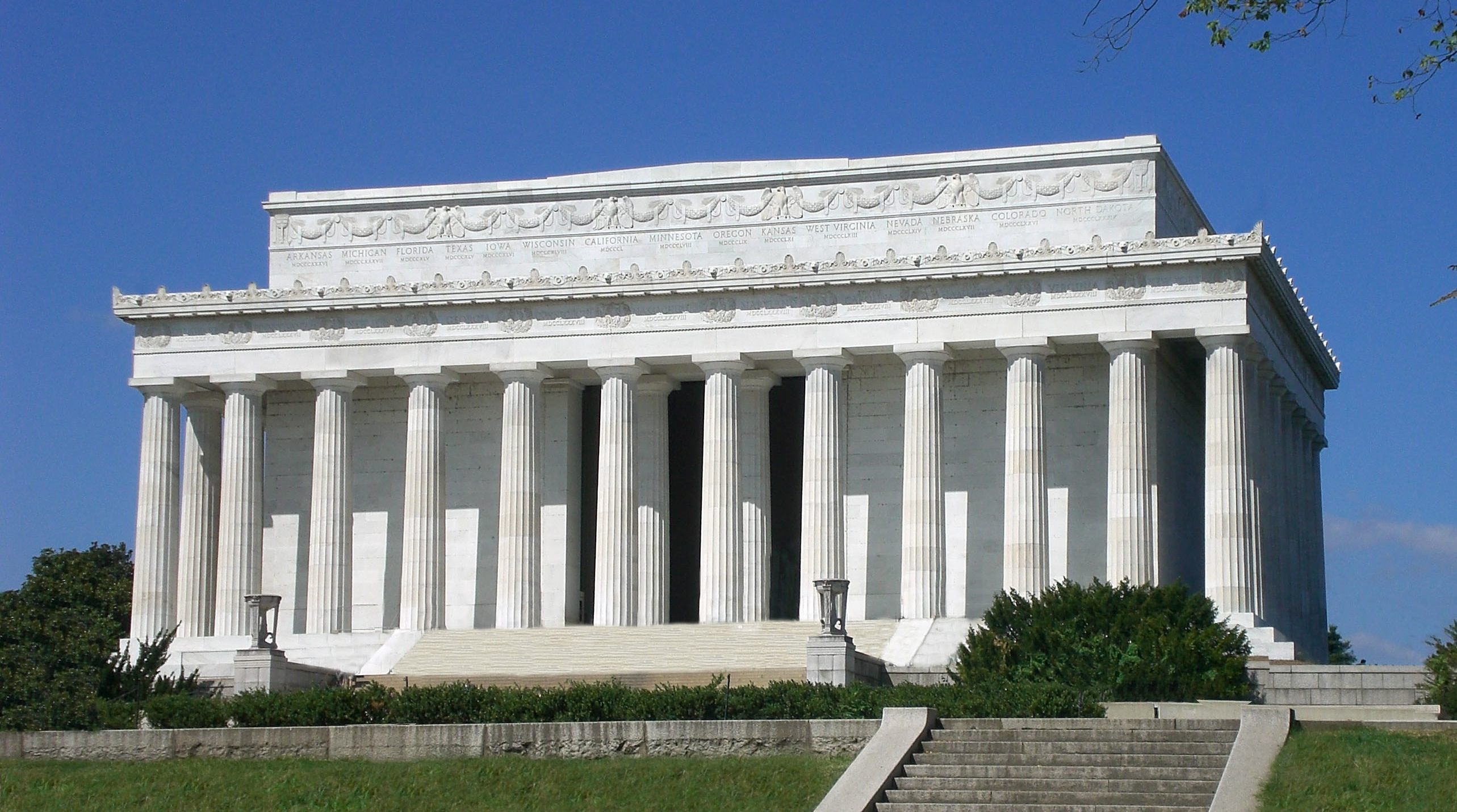
Le site de Lincoln Memorial est un parc national du district de Columbia.

Il y a 34 aires protégées gérées par le National Park Service dans le district de Columbia :

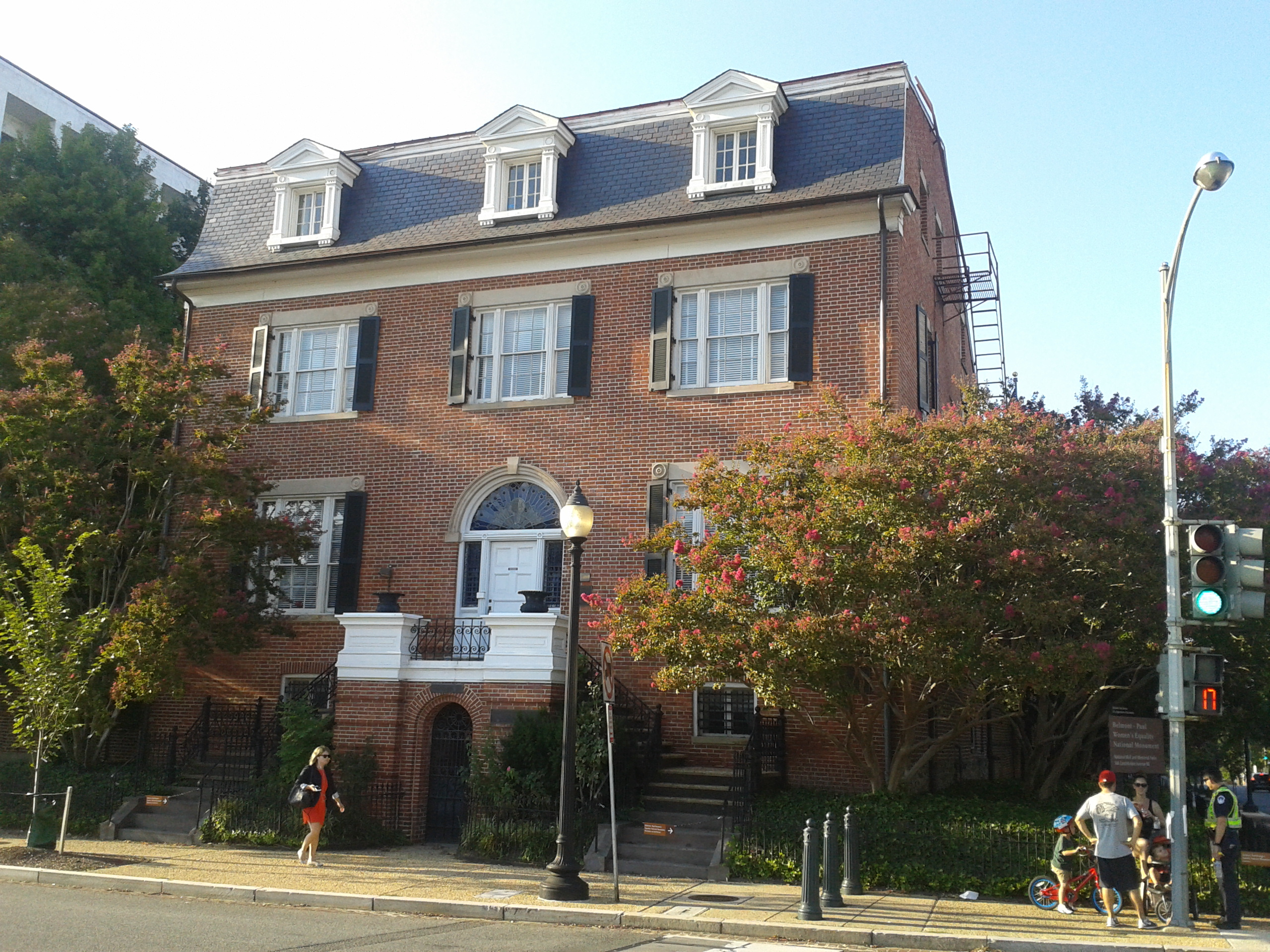
Le monument national de Belmont-Paul Women's Equality.

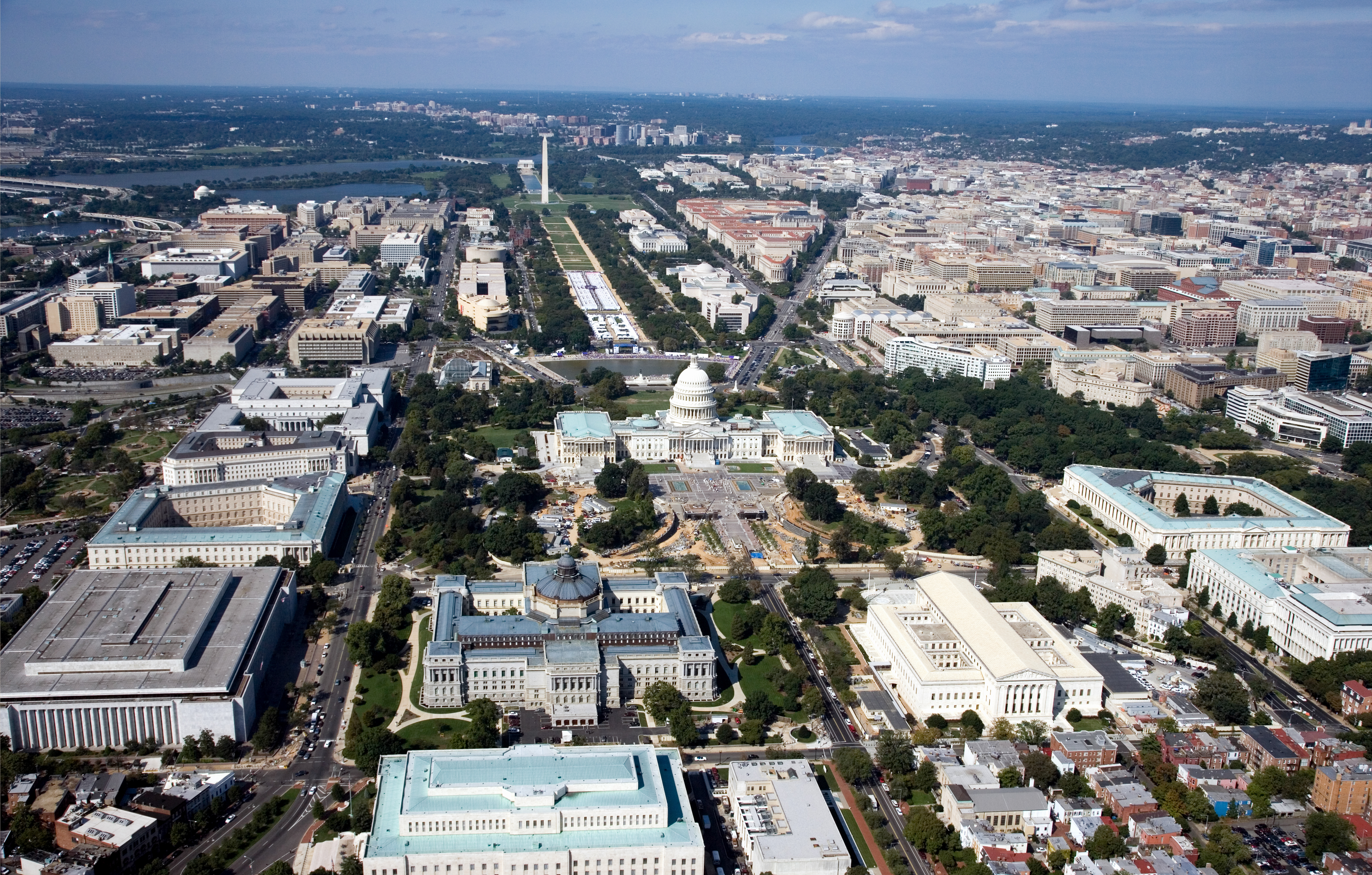
Vue aérienne de Washington.

- African American Civil War Memorial ;
- Capitol Hill Parks (en) ;
- Chesapeake Bay ;
- Anacostia Park (en) ;
- Belmont-Paul Women's Equality National Monument ;
- Captain John Smith Chesapeake National Historic Trail (en) ;
- Carter G. Woodson Home National Historic Site (en) ;
- Chesapeake and Ohio Canal ;
- Constitution Gardens ;
- Théâtre Ford ;
- Civil War Defenses of Washington (en) ;
- Fort Dupont Park (en) ;
- Franklin Delano Roosevelt Memorial ;
- Site historique national Frederick Douglass ;
- Washington Monument ;
- Kenilworth Park and Aquatic Gardens ;
- Mémorial des vétérans de la guerre de Corée ;
- Lyndon Baines Johnson Memorial Grove on the Potomac (en) ;
- Lincoln Memorial ;
- Martin Luther King, Jr. National Memorial ;
- Mary McLeod Bethune Council House National Historic Site (en) ;
- National Capital Parks-East (en) ;
- National Mall and Memorial Parks (en) ;
- Pennsylvania Avenue ;
- Potomac Heritage Trail ;
- Parc du Président ;
- Rock Creek Park ;
- Star-Spangled Banner National Historic Trail ;
- Theodore Roosevelt Island ;
- Jefferson Memorial ;
- Vietnam Veterans Memorial ;
- George Washington Memorial Parkway (en) ;
- Washington–Rochambeau Revolutionary Route (en) ;
- National World War II Memorial.

En outre, plusieurs districts historiques sont classés :
- District historique du parc Lafayette ;
- Fifteenth Street Financial Historic District ;
- District historique de la Sixteenth Street ;
- District historique de Gallaudet College.

## Population et société

### Démographie

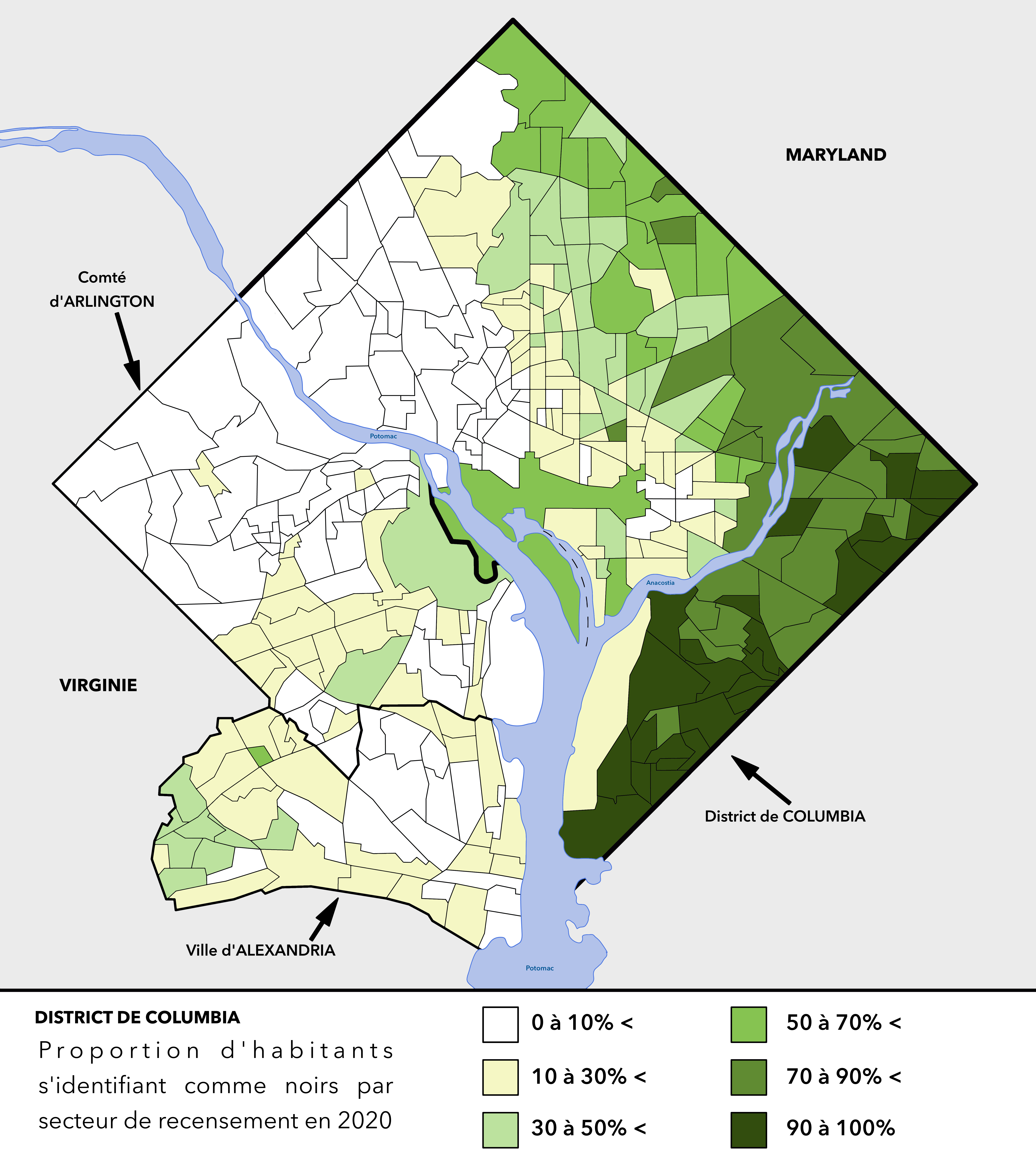
Proportion d'habitants s'identifiant comme Noirs par secteur de recensement en 2020

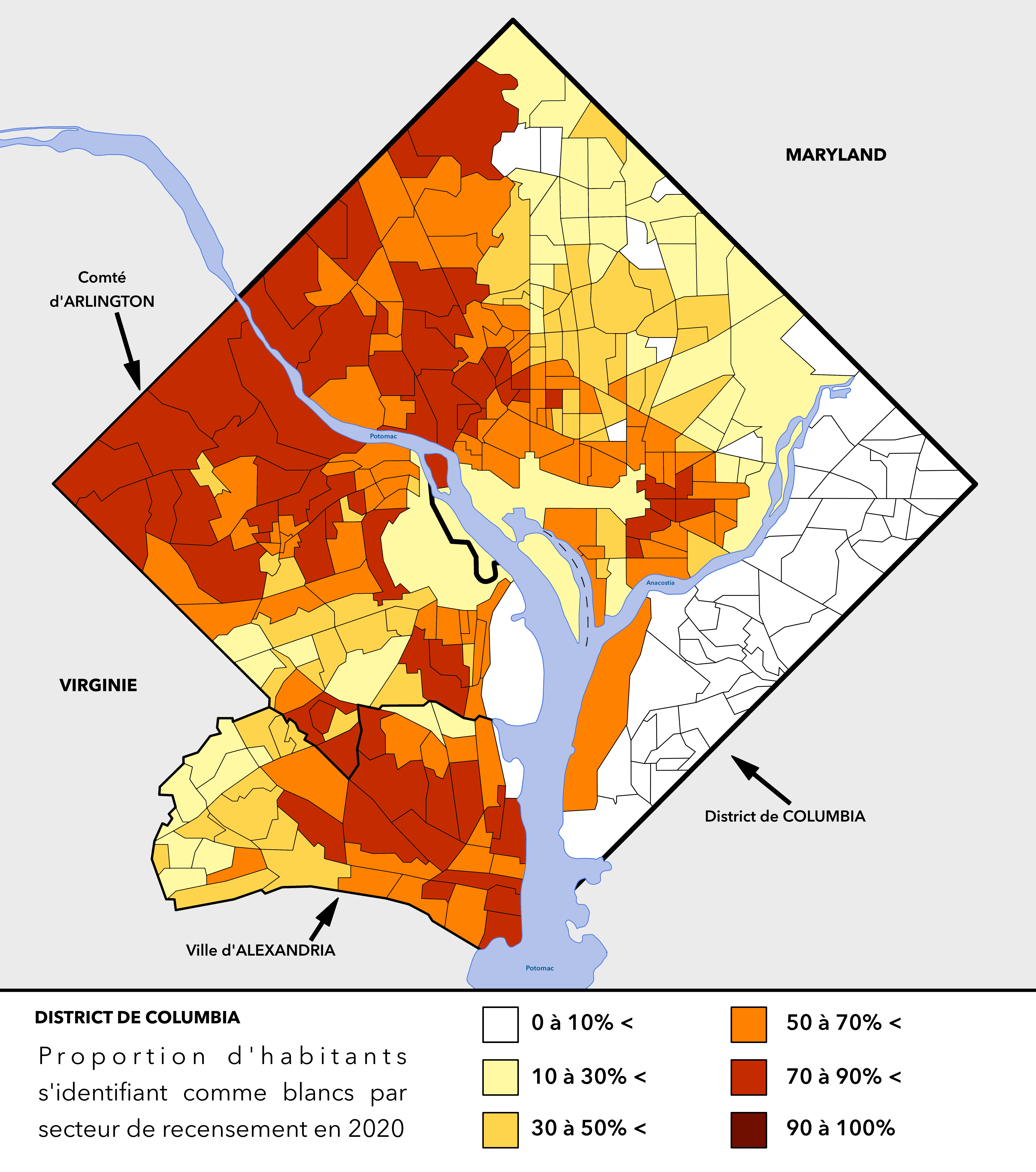
Proportion d'habitants s'identifiant comme Blancs par secteur de recensement en 2020

Le recensement de 2000 faisait état de 572 059 habitants, de 248 338 foyers et de 114 235 familles résidant dans la ville. La densité de population était alors de 3 597,3 habitants par km2, la présence de nombreux espaces verts et de bâtiments administratifs non résidentiels expliquant ce chiffre relativement faible par rapport à New York (10 292 hab./km2) ou San Francisco (6 212 hab./km2). L'aire métropolitaine du Grand Washington (Greater Washington Metropolitan Area), qui comprend les secteurs urbanisés des États voisins du Maryland et de Virginie, comprend une population totale estimée à 6,2 millions d'habitants en 2017. La conurbation Washington-Baltimore concentre quant à elle 8 026 607 habitants, ce qui en fait la quatrième du pays. Selon le recensement fédéral de 2020, Washington est la 20e plus grande ville des États-Unis.
Comme de nombreuses autres villes-centres américaines, le district de Columbia connaît un déclin démographique depuis la fin de la Seconde Guerre mondiale. Entre 1950 et 2000, il a perdu plus de 230 000 habitants, soit une baisse de près de 30 % en cinquante ans. Depuis 2005, il semble que cette tendance s'inverse, puisque la ville a attiré 10 000 habitants en cinq ans. Les migrations pendulaires sont particulièrement intenses à Washington : on estime en effet à 410 000 le nombre de travailleurs qui viennent travailler chaque jour de la semaine, ce qui accroît de 72 % la population résidente. Enfin, étant donné la présence des 180 ambassades et de centaines d'organisations internationales, Washington accueille un nombre important d'étrangers. La ville compte en outre une importante population étudiante, qui se répartit dans les différentes universités du district.
D'après les données de 2005, le revenu par foyer est de 43 215 USD. Le taux de pauvreté est supérieur à la moyenne nationale (17,5 % de la population contre 12,5 % pour les États-Unis). Cependant, le revenu par habitant se situe nettement au-dessus de la moyenne américaine (51 155 dollars par habitant contre 33 050 dollars par habitant). Bien qu'un grand nombre de fonctionnaires, d'avocats et d'autres professionnels hautement qualifiés travaillent à Washington, la plupart n'y habitent pas, préférant notamment les quartiers résidentiels du nord-est de la Virginie voisine, du Maryland au nord-ouest (Bethesda, Potomac).
La répartition ethnique et les caractéristiques sociologiques des quartiers évoluent assez rapidement à Washington : au début du XXe siècle, les Blancs étaient largement majoritaires dans la ville, représentant 80 % de la population totale. Les familles riches ou des classes moyennes ont commencé à partir du centre-ville après la Seconde Guerre mondiale pour fuir les problèmes sociaux : dans les années 1970, Washington était surnommée (en) Chocolate City (« ville chocolat »), car les Noirs comptaient pour les deux tiers de la population. Mais au début du XXIe siècle, leur part était de 58 %.
Une partie des Afro-Américains vivant à Washington est pauvre et peu qualifiée, occupant des emplois subalternes. On peut distinguer les quartiers du nord-ouest, résidentiels à majorité blanche, des quartiers pauvres, à majorité noire du nord-est ou sud-ouest. Les quartiers du sud-est sont particulièrement touchés par la délinquance. On note par ailleurs la présence historique d'une bourgeoisie noire dans certains quartiers du nord-ouest (comme Adams Morgan, aujourd'hui plutôt latino, ou U Street).
Par un processus de gentrification, la part des Blancs augmente et plusieurs quartiers, comme Columbia Heights ou Capitol Hill, changent rapidement. Le ghetto afro-américain d'Anacostia subit cette transformation qui passe par l'implantation d'une bourgeoisie noire et une hausse des prix de l'immobilier. La municipalité encourage ce processus, à condition de faire une place au logement social. La proportion de Latinos est plus faible que la moyenne nationale. Au sein de cette communauté, les Salvadoriens sont les plus représentés. Quant à la communauté asiatique, son dynamisme se manifeste dans le quartier chinois de la ville.
|                 | Blancs          | Blancs | Noirs  | Asiatiques | Deux races ou plus | Autres |
| Total           | Non-hispaniques |        | Noirs  | Asiatiques | Deux races ou plus | Autres |
| --------------- | --------------- | ------ | ------ | ---------- | ------------------ | ------ |
| Washington D.C. | 43,6 %          | 35,8 % | 49,0 % | 4,0 %      | 2,6 %              | 0,8 %  |
| États-Unis      | 77,4 %          | 62,1 % | 13,2 % | 5,4 %      | 2,5 %              | 1,4 %  |

### Religions
| Religion                    | Washington D.C. | États-Unis |
| --------------------------- | --------------- | ---------- |
| Catholicisme                | 19              | 20,8       |
| Non affiliés                | 16              | 15,8       |
| Protestantisme traditionnel | 15              | 14,7       |
| Protestantisme évangélique  | 14              | 25,4       |
| Églises afro-américaines    | 12              | 6,5        |
| Agnosticisme                | 4               | 4,0        |
| Athéisme                    | 4               | 3,1        |
| Judaïsme                    | 4               | 1,9        |
| Islam                       | 2               | 0,9        |
| Bouddhisme                  | 2               | 0,7        |
| Autres                      | 8               | 6,9        |

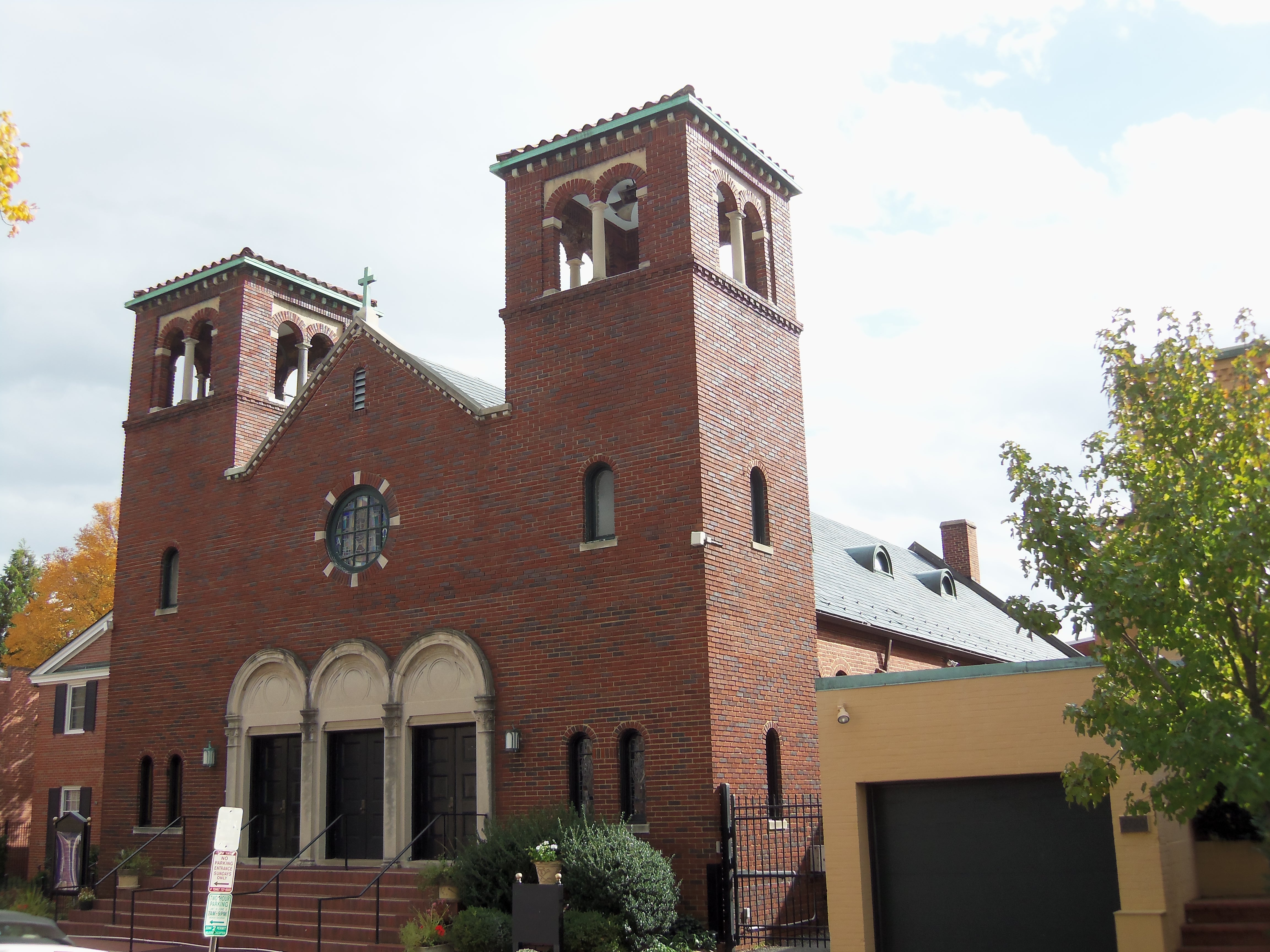
Église de l'Épiphanie, siège de la paroisse Saint-Louis-de-France de Washington.

Selon une enquête effectuée en 2001, près d'un résident sur trois du district se réclame du christianisme. Les catholiques sont les plus nombreux.

### Langues
Selon l'American Community Survey, pour la période 2011-2015, 82,51 % de la population âgée de plus de 5 ans déclare parler l'anglais à la maison, 7,79 % déclare parler l'espagnol, 0,86 % une langue chinoise et 4,94 % une autre langue.

### Criminalité et sécurité
Washington a toujours connu une forte criminalité, notamment violente. Au début des années 1990, la ville était autrefois surnommée la « capitale du meurtre » des États-Unis. Le nombre de meurtres a culminé en 1991 avec 479, avant de décliner pour atteindre un creux historique de 88 en 2012, le total le plus bas depuis 1961. Cependant, plus de 200 homicides ont été recensés en 2021 et 2022, reflétant une tendance à la hausse par rapport aux décennies précédentes. En 2023, Washington enregistre 274 homicides, un record en 20 ans et le cinquième taux de meurtres le plus élevé parmi les plus grandes villes du pays. Toutefois, ce chiffre était nettement plus élevé au début des années 2000, et cet indicateur est à la baisse ces deux dernières années. Après une première baisse de 32% en 2024, il se replie à nouveau en 2025. La baisse constatée est de 12% par rapport à la même période en 2024.
En 2024, Washington D.C. est la quatrième ville avec le plus haut taux d’homicides pour 100 000 habitants, selon une étude de la Rochester Institute of Technology (RIT), la capitale fédérale se classant derrière Saint-Louis (Missouri), La Nouvelle-Orléans (Louisiane) et Détroit (Michigan). Mais lorsqu'on prend le chiffre de la criminalité toutes infractions violentes confondues, celui-ci a atteint son niveau le plus bas depuis 30 ans. « La criminalité violente à Washington atteint son plus bas niveau depuis 30 ans » se félicitait le ministère de la Justice en début d'année 2025. Après un pic atteint en 2023, avec 5345 cas, les infractions violentes ont chuté de 35%, à 3469. Elles continuent de se replier depuis 2025, de même que les indicateurs relatifs aux crimes violents et vols, qui ont diminué respectivement de 26% et de 28 % par rapport à 2024.
En août 2025, le président Donald Trump place le maintien de l'ordre dans la capitale Washington DC sous le contrôle des autorités fédérales et ordonne le déploiement de militaires de la Garde nationale, en demandant aux sans-abris de quitter la ville. Selon le gouvernement américain, Washington compte, en 2024, plus de 5 600 sans-abris.

## Histoire

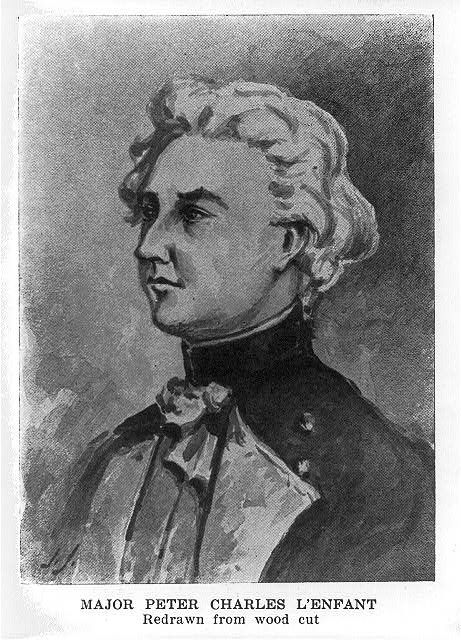
Pierre Charles L'Enfant, dessinateur des plans de Washington.

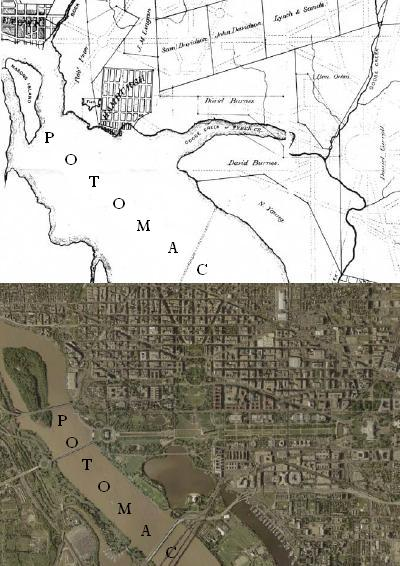
En haut : plan de Washington en 1800.
En bas : vue satellite de Washington aujourd'hui.

Créée officiellement par la Constitution des États-Unis (1787), la capitale fédérale américaine naît de rien au tout début du XIXe siècle. Son plan est l'œuvre de Pierre Charles L'Enfant, un ingénieur militaire, fils d'un peintre de la cour de France qui propose ses services à George Washington, dont il a fait la connaissance durant la guerre d'Indépendance alors qu'il s'était engagé en 1777, à l'âge de 23 ans, aux côtés des insurgés américains.
En 1799 est fondé le Washington Navy Yard, premier chantier naval et usine de munitions sur le sol des futurs U.S.A., pour la marine de guerre.
Pendant la guerre anglo-américaine de 1812, les Britanniques reçoivent l'ordre de brûler les édifices publics de Washington, DC. Les Britanniques souhaitaient se venger des dommages causés à la capitale de la colonie du Haut-Canada (aujourd'hui Toronto) par les Américains après la bataille de York (1813). La destruction de la capitale des jeunes États-Unis devait démoraliser l'ennemi.
Le 24 août 1814, le général britannique Robert Ross remporta la bataille de Bladensburg (en), qui lui ouvre le chemin de Washington. Cela provoque la retraite du président James Madison dans les montagnes de Virginie. La plupart des habitants de la ville s'enfuient également devant l'avancée britannique. Le 25 août, les troupes britanniques marchent sur Capitol Hill. Ne pouvant occuper la ville, Robert Ross veut la détruire. La Maison-Blanche, les bâtiments du Sénat, de la Chambre des représentants et du Trésor sont détruits, de même que l'intérieur de la Bibliothèque du Congrès. Des témoins ont rapporté que l'incendie était visible depuis Baltimore. L’amiral Cockburn voulut brûler le siège du National Intelligencer, un journal antibritannique. Mais quelques femmes l'en dissuadèrent en arguant que l'incendie risquait de se propager à leurs maisons. Les Américains brûlèrent les chantiers navals de Washington pour éviter qu'ils fussent utilisés par les Britanniques. L'occupation de Washington prit fin lorsque les troupes britanniques furent envoyées contre Baltimore. La reconstruction du Capitole commença en 1815 et fut achevée quinze ans plus tard (en 1830).

### XIXeetXXesiècles

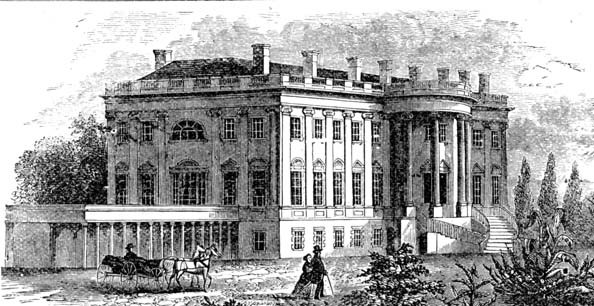
Dessin du XIXe siècle représentant la Maison-Blanche.

La croissance de la ville est très modeste au cours des premières décennies du XIXe siècle. C'est la guerre de Sécession (1861-1865) qui lui donne sa légitimité de capitale fédérale. Dès le début du conflit, des esclaves noirs s'enfuient des plantations des États du Sud, vers le Nord, certains d'entre eux s'installent dans des baraques à Washington. Cet exode s'amplifie avec la fin de la guerre et l'abolition de l'esclavage. Lorsque la guerre s'achève, Washington a gagné des habitants, mais aussi une place à part dans le cœur des Américains. Elle est le symbole de l'unité retrouvée.
La croissance de la ville se poursuit alors, aidée par les deux conflits mondiaux qui renforcent sa puissance nationale et internationale, et lui apportent davantage d'habitants. La population, qui atteint un sommet historique (pratiquement 900 000 habitants) pendant la Seconde Guerre mondiale, perd ensuite des habitants au profit de la banlieue. En 1957, la majorité de la population est noire. En 2019, la proportion d'habitants noirs est d'environ 46 % selon le Bureau du recensement des États-Unis.

## Politique et administration

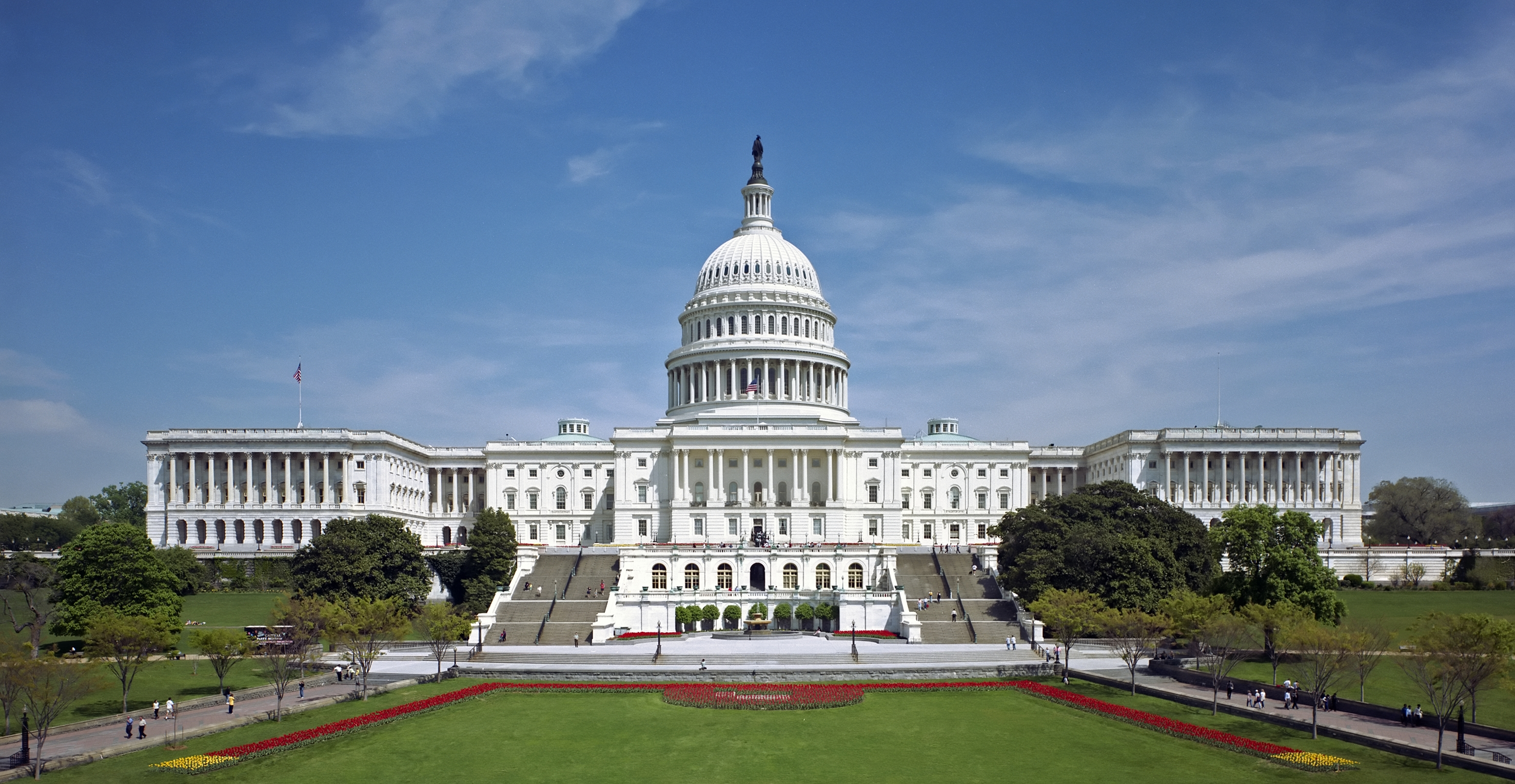
Le Capitole des États-Unis.

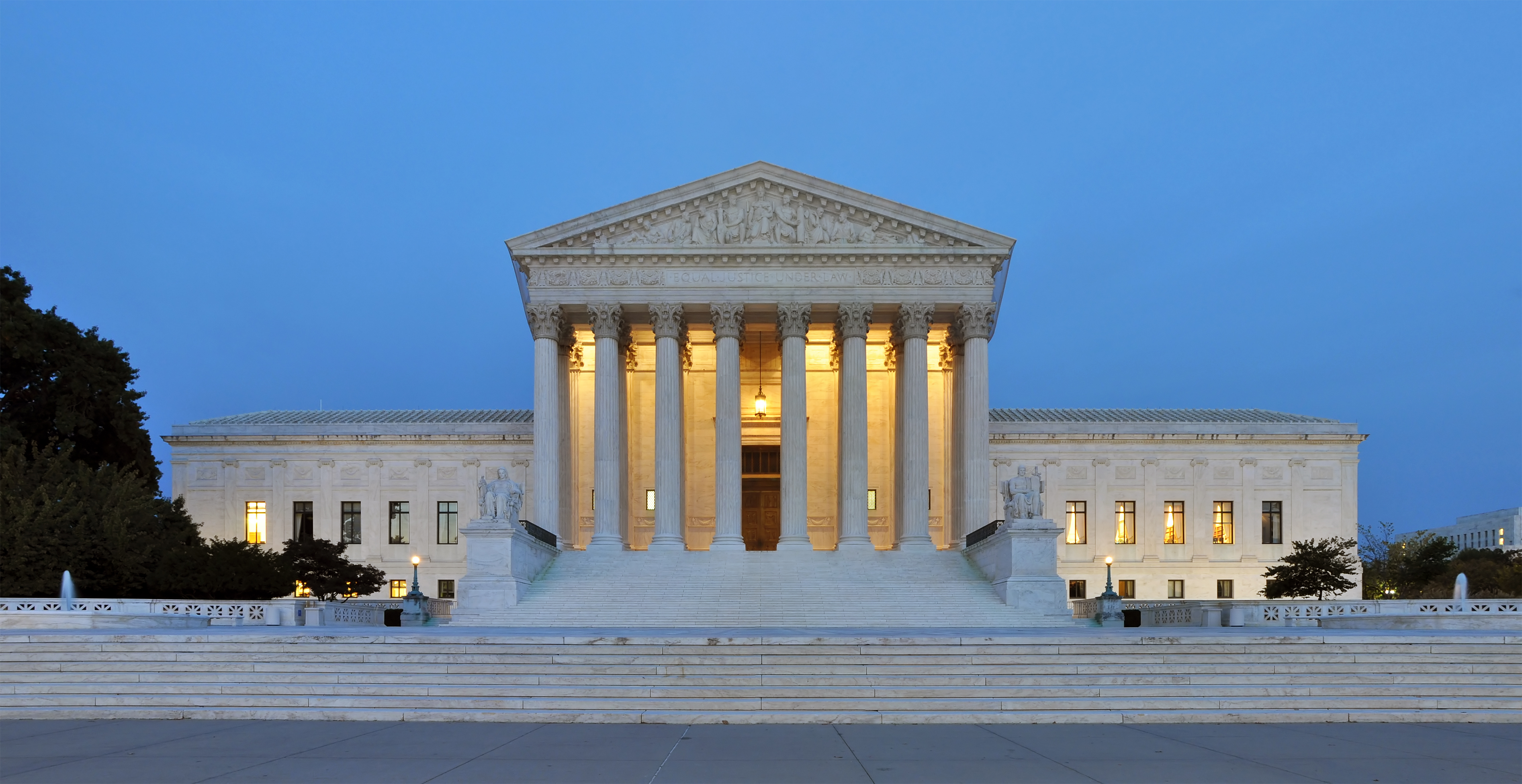
La Cour suprême.

Washington, D.C. ne fait partie d'aucun des États fédérés américains (son territoire originel est pris aux États de Virginie et du Maryland). Administrativement, il dépend directement de l'État fédéral américain, et le Congrès fédéral y définit la loi. Cependant, une certaine autogestion locale est graduellement permise.

### Politique nationale
Cas unique pour une capitale fédérale moderne, les habitants de Washington DC n'ont pas de représentation dotée de droit de vote auprès du pouvoir législatif national, le Congrès des États-Unis. Ils élisent un représentant n'ayant qu'un rôle d'observateur et n'élisent personne au Sénat. Depuis 1961, ils ont cependant le droit de vote aux élections présidentielles, grâce au XXIIIe amendement : le district envoie trois grands électeurs. C'est pourquoi se développe au XXIe siècle un mouvement souhaitant le remplacement du district de Columbia par un État à part entière, communément appelé New Columbia ("Nouvelle-Colombie"). Bien qu'il ne soit pas représenté au vote du budget fédéral, le district paye les impôts fédéraux, une situation résumée avec amertume et humour par la formule « Taxation without representation » (« Imposés sans représentation ») des plaques d'immatriculation du district, faisant un parallèle entre la situation actuelle du district et la situation qui perdurait avant la révolution américaine. Les démocrates sont attachés à ce statut d'État pour Washington alors que les républicains y sont catégoriquement opposés.
Le district est le principal bastion démocrate du pays, puisque ce parti y rafle généralement plus de 80 % des voix, contre un peu moins de 10 % au Parti républicain, et cela sur toutes les élections présidentielles tenues depuis 1964, même si les trois grands électeurs n'ont jamais été décisifs. Ce résultat peut s'expliquer par la diversité ethnique de la ville, mais surtout par la surreprésentation des titulaires d'un Bachelor's Degree (licence) ou plus (55 % en 2016 selon le Bureau du recensement contre 30 % à l'échelle nationale).
Donald Trump n'obtient ainsi, lors de la présidentielle de 2016, que 4,09 % des voix auprès des habitants du district ; en 2020, il en obtient 5,4 % contre 92,15 % pour Joe Biden.

### Administration locale
La ville est administrée par le maire de Washington, D.C. et le conseil du district de Columbia, élus au suffrage universel pour un mandat de quatre ans. Depuis janvier 2015, la maire est la démocrate Muriel Bowser. Le district est divisé politiquement en 8 wards (élisant chacun un représentant au conseil du district) et 37 Advisory Neighborhood Commissions (conseils de quartiers). Le district de Columbia dispose, à l'instar des procureurs généraux des États fédérés, d'un procureur général, élu pour 4 ans. L'occupant actuel de la fonction est le démocrate Karl Racine (en), en poste depuis 2015. En 1982, le conseil du district vote l'abolition de la peine de mort dans sa juridiction.

## Économie

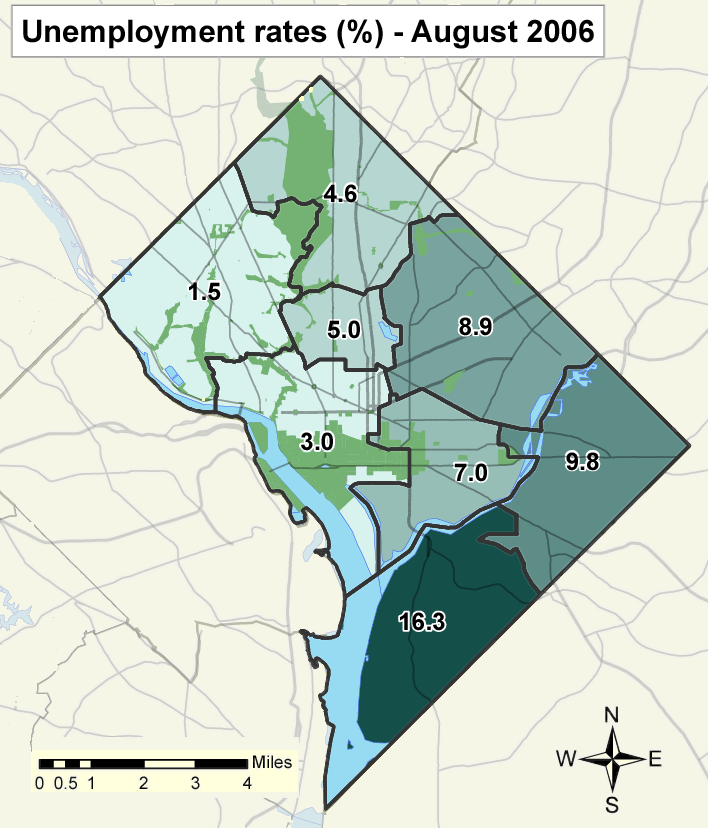
Taux de chômage en août 2006.

Longtemps dépendante à près de 50 % des activités gouvernementales pour son économie, la ville de Washington est désormais une ville dynamique, dans le secteur de l'armement (Northrop Grumman y a notamment des bureaux) et de l'informatique. En 2002, le gouvernement fédéral représente 27 % des emplois à Washington. De plus en plus d'entreprises s'installent dans la capitale américaine afin d'être proches des décideurs politiques auprès desquels elles peuvent faire du lobbying. Les grands employeurs non-gouvernementaux sont les principales universités et les hôpitaux, dont l'université George-Washington, l'université de Georgetown et le Washington Hospital Center. L'université Howard et la Federal National Mortgage Association (Fannie Mae) font aussi partie des cinq grands employeurs. De son côté, la Chambre de commerce du district de Columbia est la plus grande de la région. Elle offre aux entreprises locales un encadrement juridique, du réseau et de la formation. La Chambre existe depuis 79 ans et emploie 1 400 personnes.

## Culture

### Musique
Le National Symphony Orchestra est l'orchestre national des États-Unis. Il est en résidence au John F. Kennedy Center for the Performing Arts.

### Enseignement
Les écoles publiques sont gérées par le District of Columbia Public Schools (DCPS), qui regroupe 101 écoles primaires, dix collèges, douze junior high schools, quinze senior high schools, deux centres d'enseignement et quarante écoles spéciales. Le DCPS regroupait 58 000 élèves lors de l'année scolaire 2005-2006, soit une baisse de 7 099 élèves par rapport à l'année 2003. Un nombre important a choisi de suivre les cours des écoles privées.
Plusieurs universités, colleges, et autres institutions d'enseignement supérieur publiques ou privés se trouvent à Washington. L'université du district de Columbia est l'université publique de la ville. Le département de l'Agriculture des États-Unis propose des filières variées ayant toutes des liens avec l'agriculture. Le département de la Défense des États-Unis gère la National Defense University à Fort Lesley J. McNair. Parmi les institutions privées, on peut citer l'université de Georgetown, laquelle a été fondée en 1789, soit avant la fondation du district : c'est la plus ancienne université catholique du pays. Les autres universités principales sont l'université Howard, l'université George-Washington, l'université catholique d'Amérique, la Trinity Washington University, l'American University et l'université Gallaudet.

### Cinéma et télévision

#### Films ayant pour cadre Washington

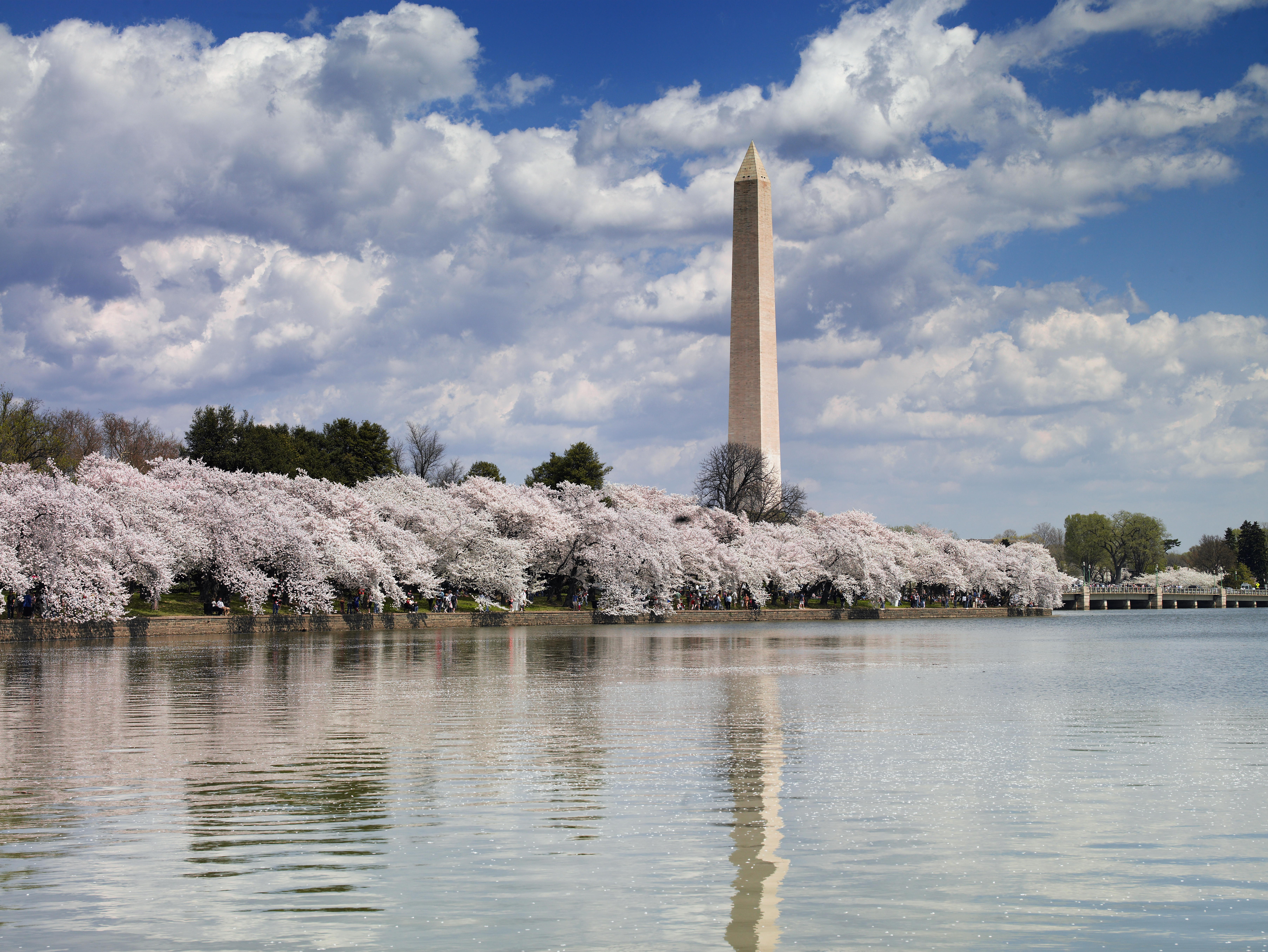
Le Washington Monument.

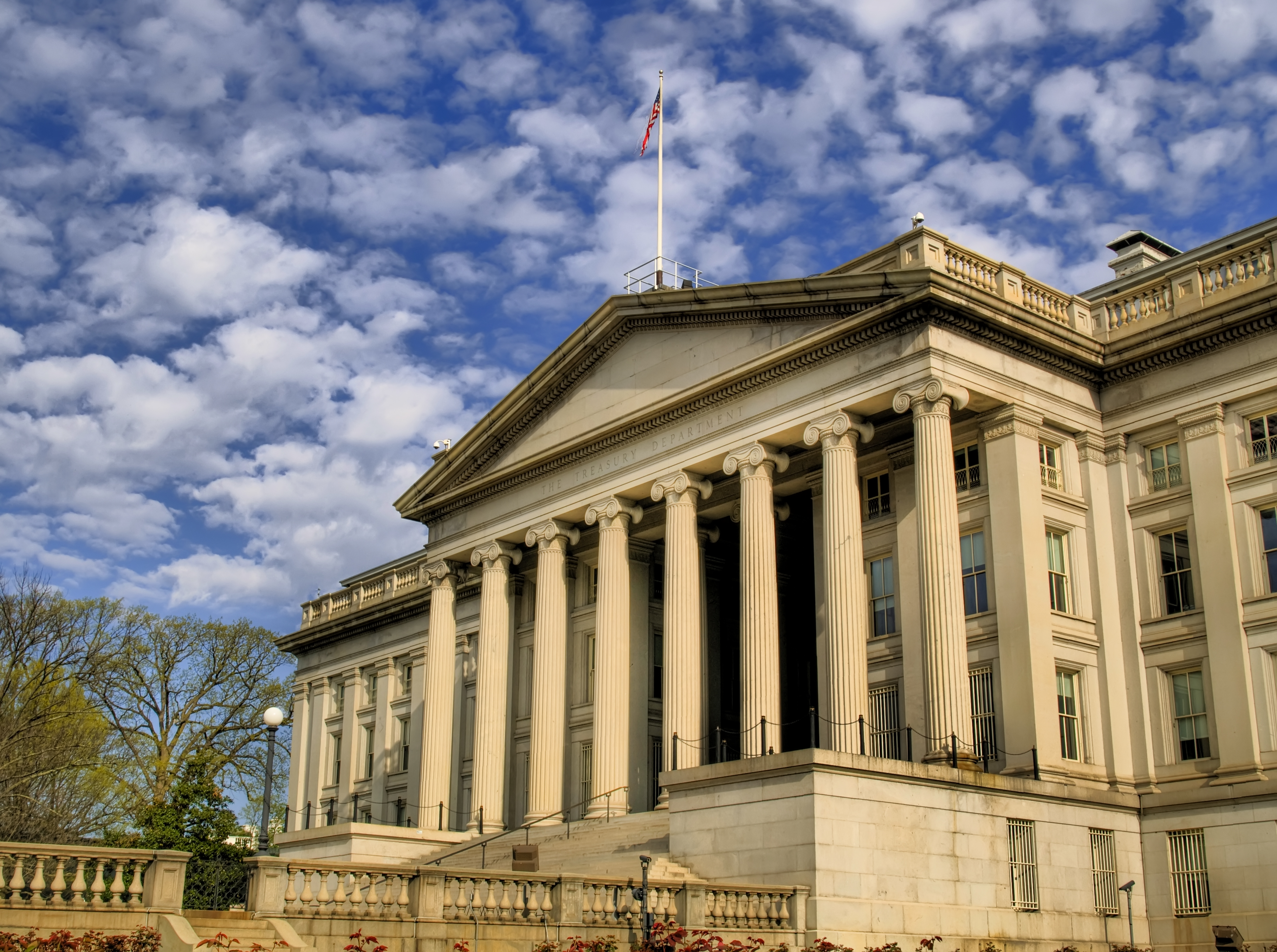
Département du Trésor des États-Unis.

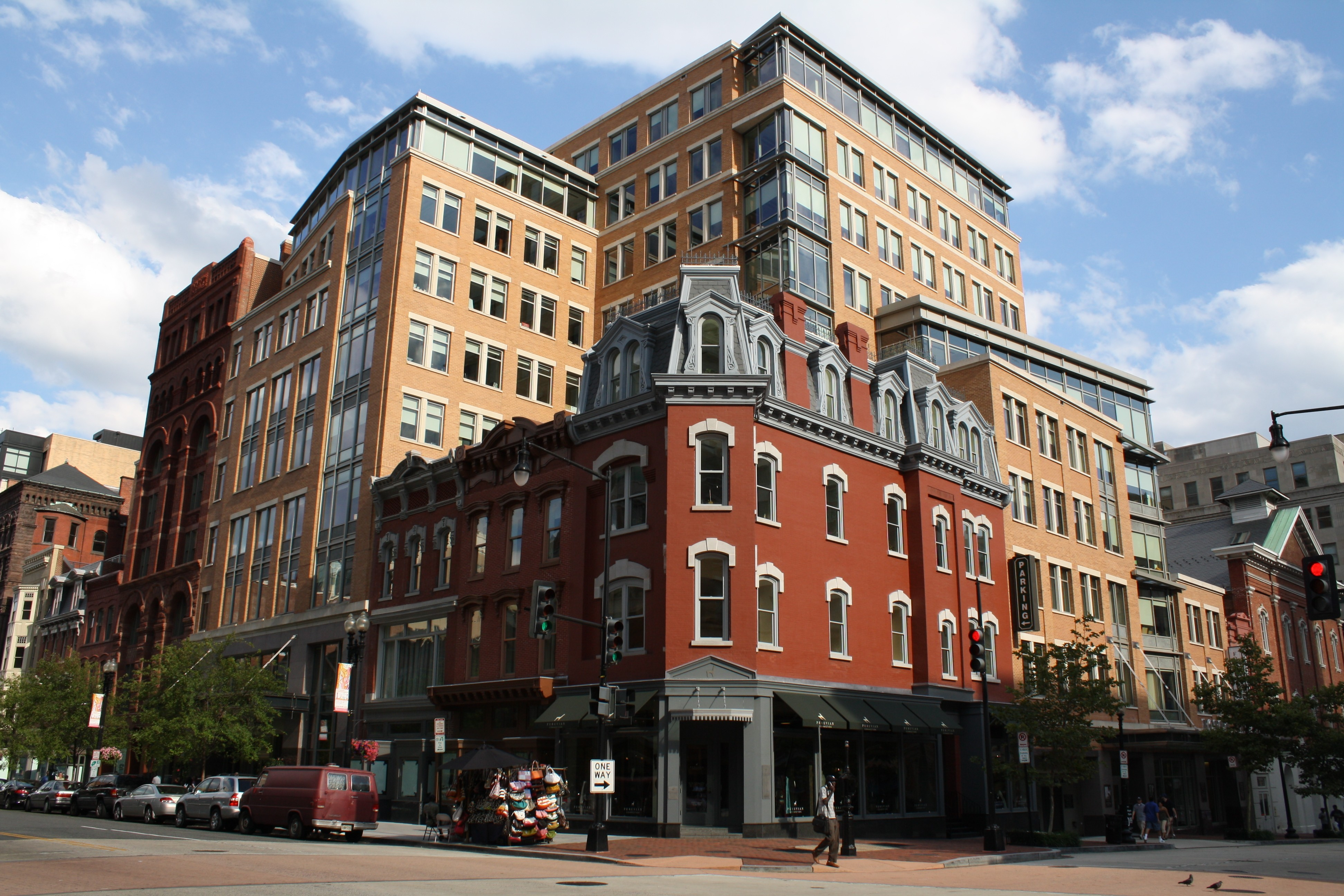
Centre-ville.

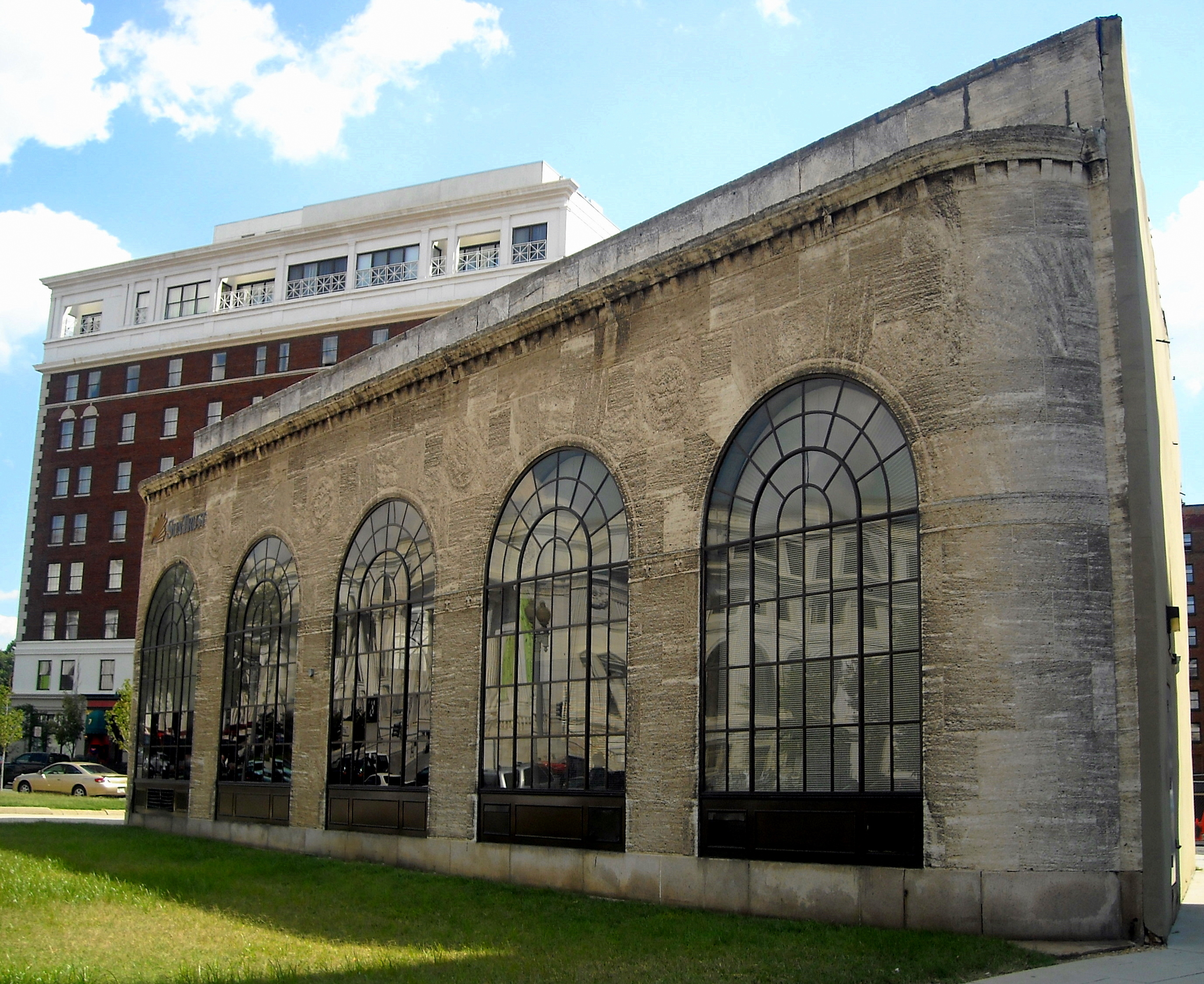
Le Phoenix Park Hotel.

- 1939 : Monsieur Smith au Sénat de Frank Capra
- 1950 : Comment l'esprit vient aux femmes de George Cukor
- 1962 : Tempête à Washington d'Otto Preminger
- 1973 : L'Exorciste de William Friedkin
- 1993 : Dans la ligne de mire de Wolfgang Petersen
- 1993 : Président d'un jour d'Ivan Reitman
- 1994 : Timecop de Peter Hyams
- 1996 : Independance Day de Roland Emmerich
- 1997 : Meurtre à la Maison-Blanche de Dwight H. Little
- 2003 : La blonde contre-attaque de Charles Herman-Wurmfeld
- 2004 : Benjamin Gates et le Trésor des Templiers de Jon Turteltaub
- 2005 : Serial noceurs (Wedding Crashers)
- 2005 : XXX2: The Next Level (xXx: State of the Union) de Lee Tamahori
- 2006 : Die Hard 4 : Retour en enfer
- 2007 : Transformers de Michael Bay
- 2008 : Burn After Reading
- 2009 : La Nuit au musée 2
- 2009 : L'Œil du mal
- 2009 : 2012
- 2009 : G.I. Joe : Le Réveil du Cobra
- 2013 : La Chute de la Maison-Blanche
- 2013 : Maison blanche en péril
- 2014 : Captain America : Le Soldat de l'hiver

#### Séries et feuilletons télévisés
- 1965-1970 : Max la Menace (Get Smart)
- 1975-1979 : Wonder Woman
- 1982-1987 : Capitol
- 1983-1987 : Les deux font la paire (Scarecrow and Mrs. King)
- 1988-1998 : Murphy Brown
- 1993-2003 : X-Files (The X-Files)
- 1995-2005 : JAG
- 1999-2006 : À la Maison-Blanche (The West Wing)
- 2000-2004 : Washington Police (The District)
- Depuis 2003 : NCIS : Enquêtes spéciales
- 2005-2006 : Commander in Chief
- Depuis 2007 : Bones
- 2007-2009: 24 Heures chrono
- 2009 : Lie to Me
- 2011-2020 : Homeland
- 2012-2018 : Scandal
- 2012-2019 : Veep
- 2013-2018 : The Americans
- 2013-2018 : House of Cards
- 2015-2016 : Les Experts : Cyber
- 2016-2019 : Designated Survivor

#### Jeux vidéo
- 2005 : Act of War: Direct Action
- 2008 : Fallout 3
- 2009 : Call of Duty: Modern Warfare 2
- 2010 : Tom Clancy's Splinter Cell: Conviction
- 2011 : Call of Duty: Modern Warfare 3
- 2013 : Payday 2
- 2018 : Overkill's The Walking Dead (en)
- 2019 : Tom Clancy's The Division 2

### Bâtiments officiels, mémoriaux et musées

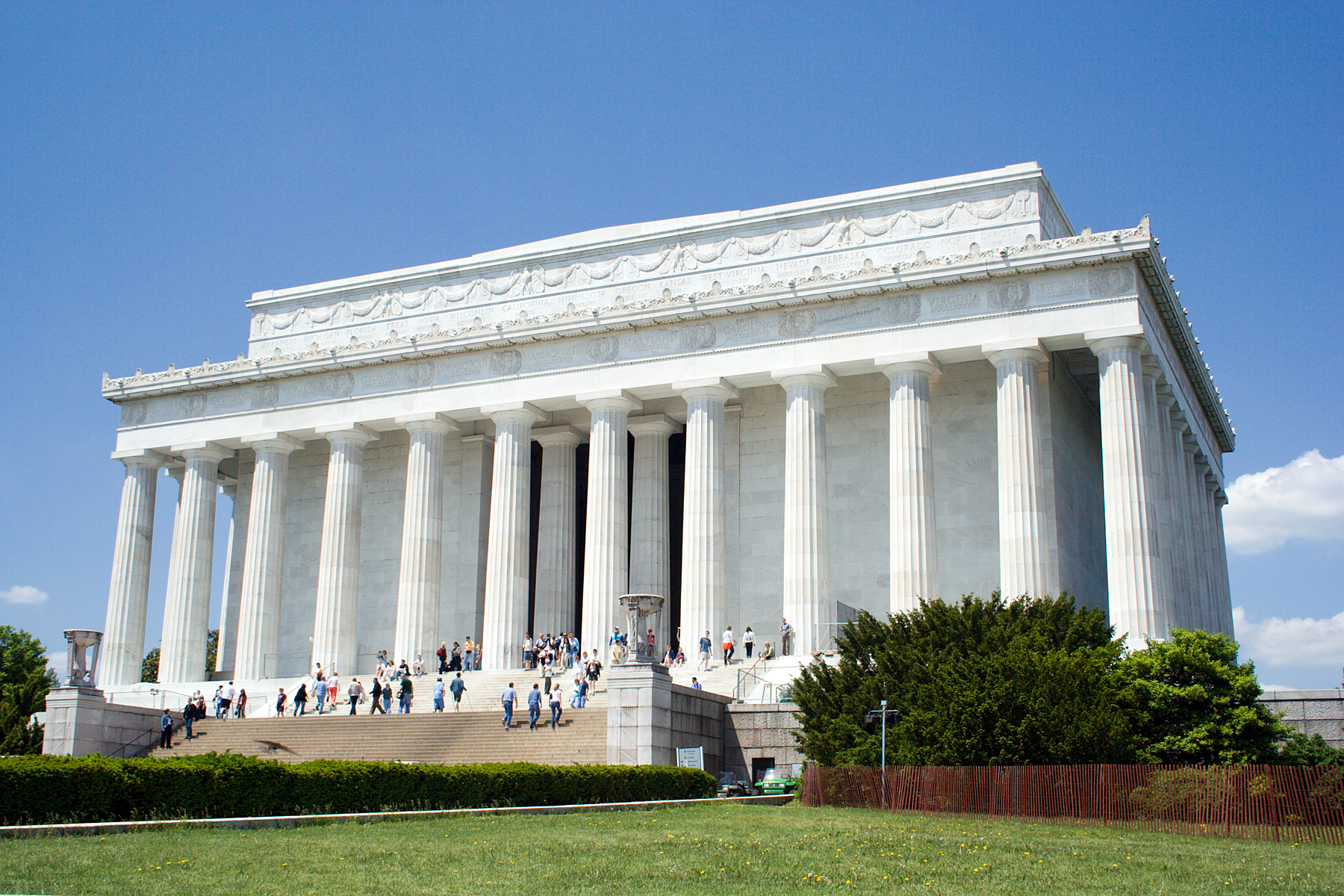
Lincoln Memorial.

Washington est l'une des destinations touristiques les plus populaires des États-Unis. La ville accueille un grand nombre de musées et de bâtiments remarquables. La plupart d'entre eux sont situés près du National Mall, un grand parc situé au centre de la ville dédié aux anciens dirigeants du pays, qui relie le Lincoln Memorial, à l'ouest, au Capitole à l'est. Au centre du parc se trouve le Washington Monument, un grand obélisque dédié au premier Président des États-Unis. On y trouve aussi le Jefferson Memorial, le Lincoln Memorial, le Franklin Delano Roosevelt Memorial, le National World War II Memorial, le Vietnam Veterans Memorial, le Mémorial des vétérans de la guerre de Corée, le mémorial de guerre du district de Columbia et le mémorial Albert Einstein. La Bibliothèque du Congrès est la plus grande bibliothèque du monde, avec 36 millions de livres, soit trois fois les réserves de la Bibliothèque nationale de France.

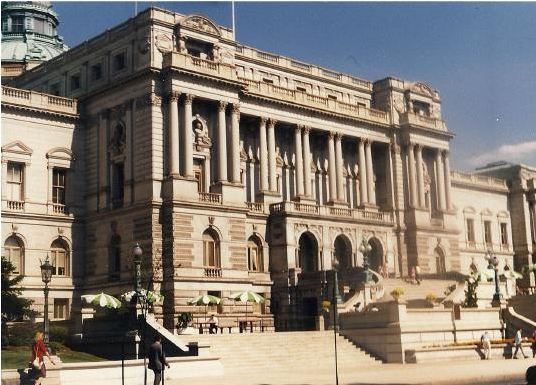
Bibliothèque du Congrès, bâtiment central, façade du Thomas Jefferson Building.

La ville de Washington est aussi riche de nombreux musées, dont la plupart, situés eux aussi sur le National Mall, appartiennent à la Smithsonian Institution. Elle regroupe dix-huit musées (dont deux à New York) et 140 millions d’œuvres : Anacostia Museum, galerie Arthur M. Sackler, Hirshhorn Museum and Sculpture Garden, National Air and Space Museum, musée national d'histoire américaine, National Museum of the American Indian, musée national d'Art africain,
musée national d'histoire naturelle des États-Unis, National Portrait Gallery, National Postal Museum, Smithsonian American Art Museum, Renwick Gallery, et le parc zoologique national de Washington. Le National Air and Space Museum est le musée le plus visité des États-Unis. Ouvert au milieu des années 1950, il a accueilli 14,5 millions de visiteurs en 2001. On y trouve notamment le Spirit of St. Louis (avion de Charles Lindbergh), et l'appareil sur lequel Orville et Wilbur Wright effectuent leur premier vol en 1903.
On compte aussi de nombreuses galeries d'art, dont la National Gallery of Art, le National Museum of Women in the Arts, la galerie d'art Corcoran of Art, et The Phillips Collection (art moderne, 180 289 visiteurs en 2001).
Depuis les années 1960, la ville compte par ailleurs une salle de spectacles, le John F. Kennedy Center for the Performing Arts, qui abrite une compagnie résidente d'opéra, sous la direction artistique de Plácido Domingo. La Carnegie Institution est par ailleurs une fondation qui finance la recherche scientifique, basée à Washington.

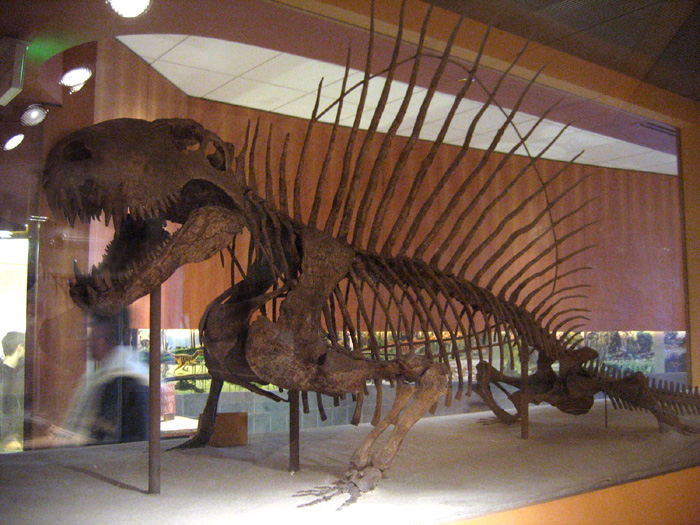
Dimetrodon grandis, musée national d'histoire naturelle des États-Unis.
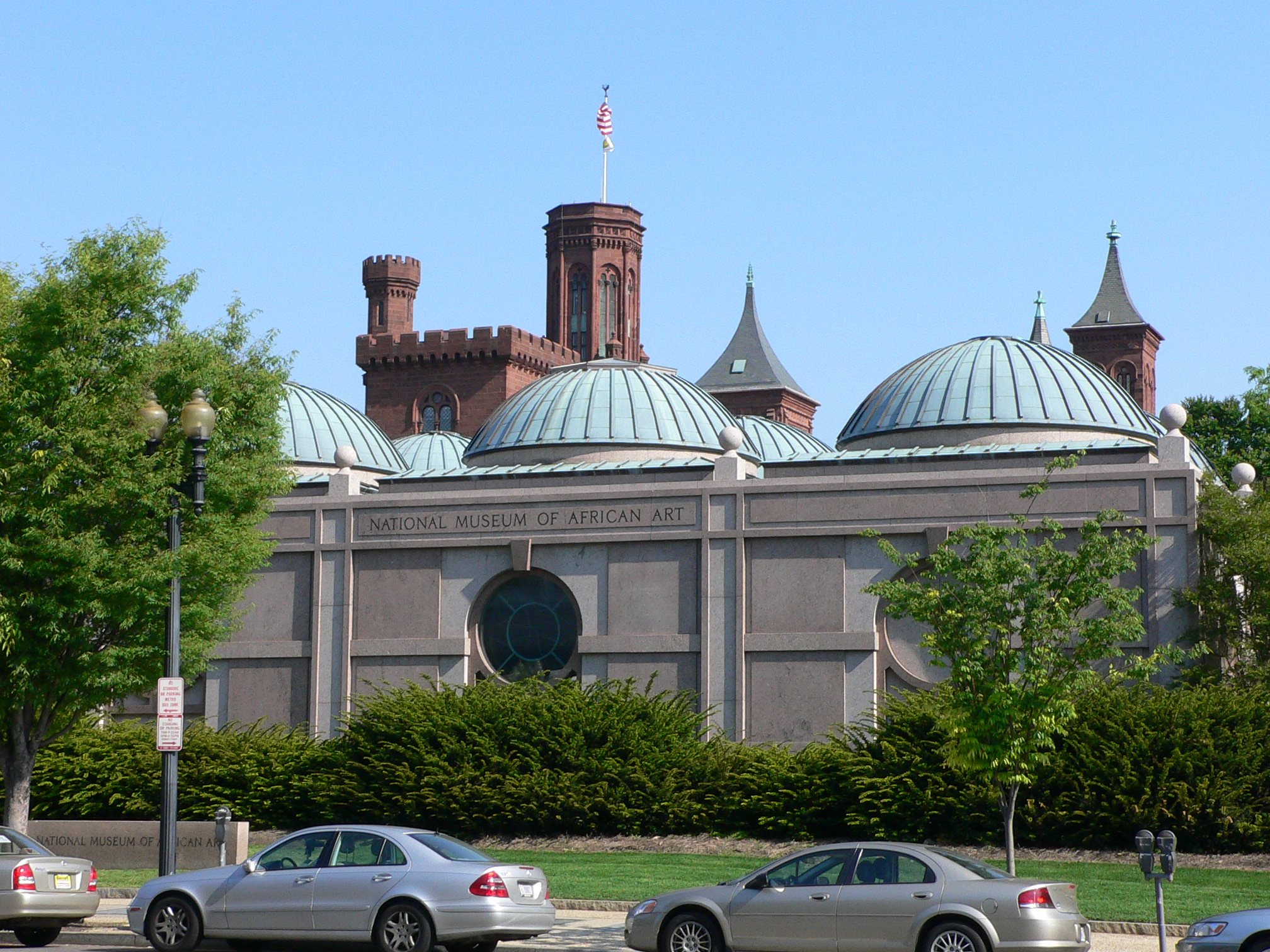
Musée national d'Art africain.

### Sport

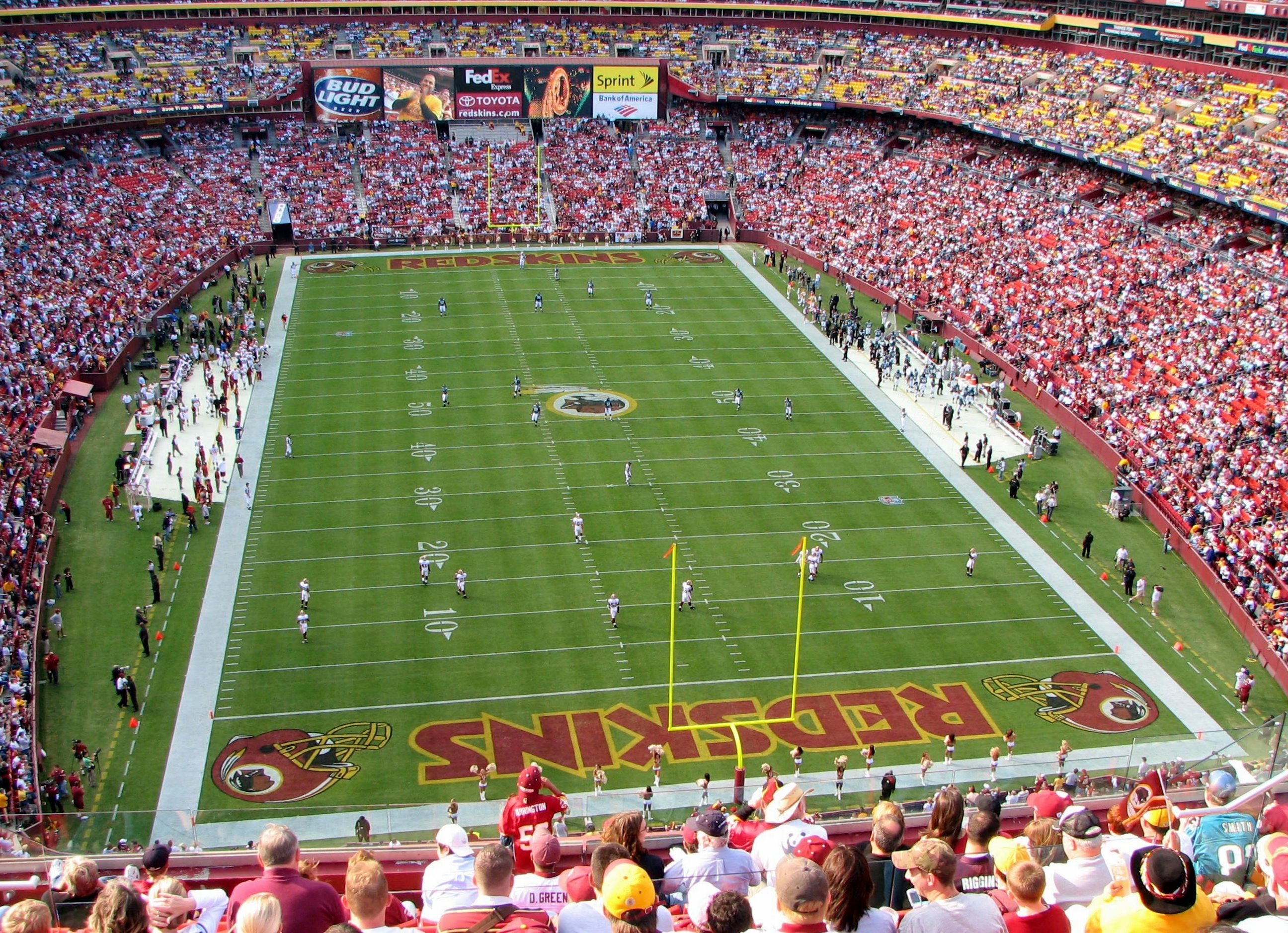
FedExField.

Washington est l'une des 12 villes des États-Unis qui compte des équipes sportives appartenant aux quatre principaux sports professionnels masculins, ainsi qu'une équipe professionnelle féminine. Les Wizards de Washington (National Basketball Association), les Capitals de Washington (Ligue nationale de Hockey) et les Mystics de Washington (Women's National Basketball Association) jouent au Capital One Arena dans le quartier de Chinatown. Nationals Park, qui a ouvert en 2008 dans le Southeast D.C, est la résidence des Nationals de Washington (Major League Baseball). Les D.C. United (Major League Soccer) jouent au RFK Stadium. Les Commanders de Washington, anciennement Redskins de Washington, (National Football League) jouent tout près du FedEx Field à Landover, Maryland.
Les équipes actuelles cumulent ensemble 10 titres de championnats professionnels : les Redskins de Washington en ont gagné 3 ; D.C. United en a gagné 4 ; les Capitals en 2018, les Nationals en 2019 et pour finir les Washington Bullets (puis les Washington Wizards) en 1978.
D'autres équipes professionnelles et semi-professionnelles de Washington incluent : les Washington Kastles (en) (World TeamTennis) ; les Washington D.C. Slayers (en) (American National Rugby League), les Baltimore Washington Eagles (U.S. Australian Football League) ; les D.C. Divas (Independent Women's Football League) et le Potomac Athletic Club Rugby Football Club (Rugby Super League).
| Équipe                   | Ligue                    | Stade             | Création | Titres   |
| ------------------------ | ------------------------ | ----------------- | -------- | -------- |
| Nationals de Washington  | MLB (baseball)           | Nationals Park    | 2005     | 1 (2019) |
| Wizards de Washington    | NBA (basket-ball)        | Capital One Arena | 1961     | 1        |
| Mystics de Washington    | WNBA (basket-ball)       | Capital One Arena | 1998     | 0        |
| Washington Football Team | NFL (football américain) | FedEx Field       | 1932     | 3        |
| D.C. United              | MLS (football soccer)    | Audi Field        | 1996     | 4        |
| Capitals de Washington   | NHL (hockey sur glace)   | Capital One Arena | 1974     | 1        |
| Hoyas de Georgetown      | NCAA (basket-ball)       | Capital One Arena | 1907     | 1        |

Les Nationals de Washington sont les anciens Expos de Montréal.

### Gastronomie
Reconnue pour ses dîners ou déjeuners d'État, Washington (district de Columbia) commence à devenir un lieu de plus en plus reconnu pour sa cuisine diversifiée. De plus, le nombre de restaurants est actuellement en hausse à Washington. Il faut aussi considérer les agriculteurs qui alimentent la localité en produits frais,.

## Voies de communication et transports

### Transport routier

Réseau d'autoroutes de Washington (les projets abandonnés sont représentés par une couleur claire).

Les principales autoroutes sont l'Interstate 495 (Capital Beltway), la Baltimore-Washington Parkway du Maryland et les interstate highways 270, 66, 95, 395 et 295. Les autres axes routiers majeurs sont : la Whitehurst Freeway et l'Anacostia Freeway dans le district de Columbia, la George Washington Parkway en Virginie, la Suitland Parkway dans le district de Columbia et dans le Maryland, l'U.S. Route 50, la Clara Barton Parkway et la Virginia State Route 267 en Virginie.

### Transport ferroviaire
La principale gare de Washington est l'Union Station desservie notamment par Amtrak, elle est fréquentée par 200 000 voyageurs chaque jour.

### Transports urbains

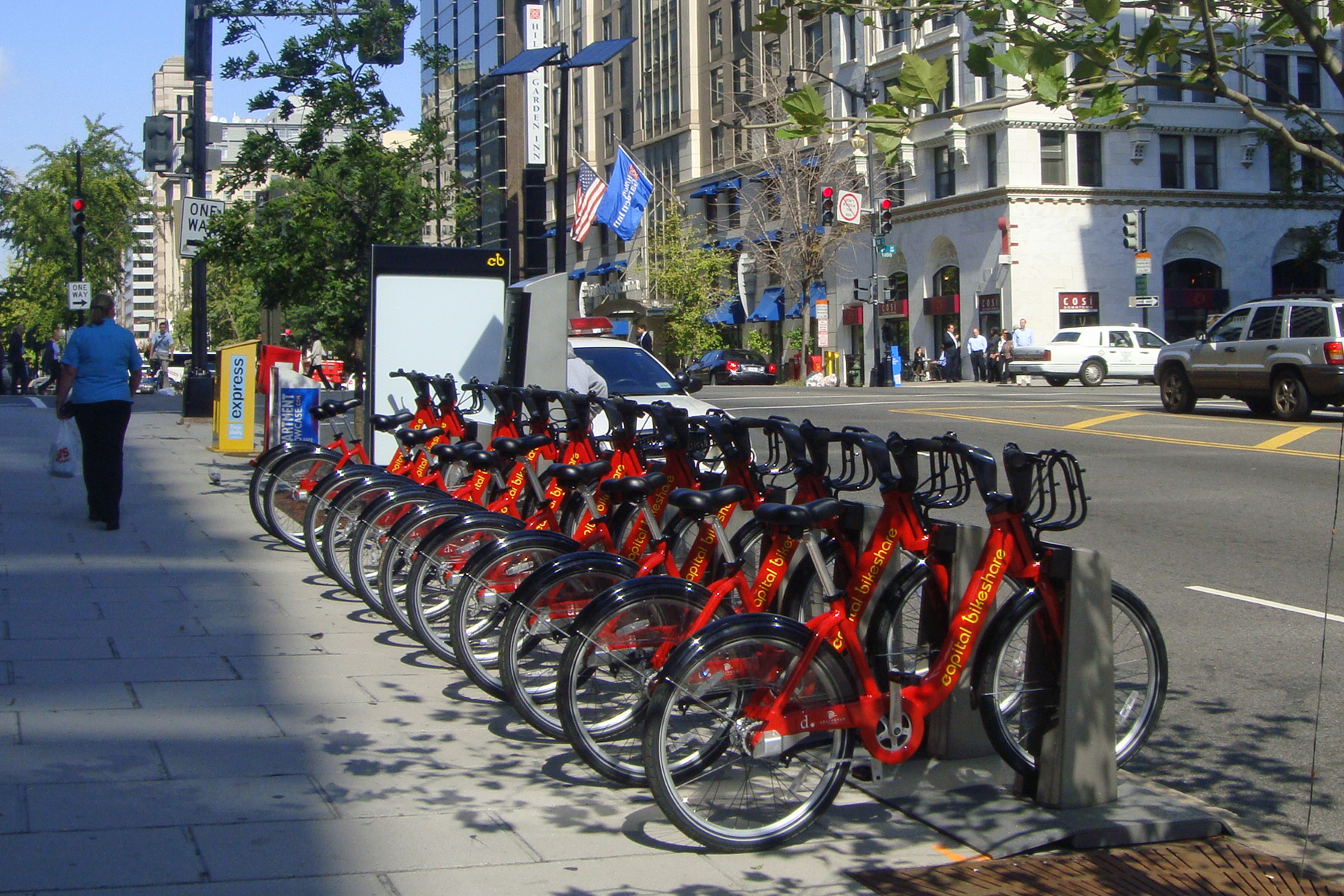
Une station Capital Bikeshare à proximité du métro McPherson Square

Washington D.C. possède son propre réseau de métro, s'étendant vers les banlieues du Maryland et de la Virginie. Ouvert en 1976, le métro comprend aujourd'hui six lignes, 91 stations et 188 km de voies. Les stations sont proches dans le centre-ville mais particulièrement éloignées en périphérie.
Le métro est géré par la Washington Metropolitan Area Transit Authority (WMATA) qui opère également un vaste réseau d'autobus. Une courte ligne de tramway est en service commercial depuis janvier 2016 dans le nord-est de la ville.
Le district dispose d'un système de vélos en libre-service, le « Capital Bikeshare ». Inauguré en septembre 2010, il comprend 4 351 vélos et 395 stations (2016) réparties sur Washington, le comté d'Arlington, la ville d'Alexandria et le comté de Montgomery,. L'entreprise canadienne PBSC Solutions Urbaines fournit les vélos et les stations associées au système (précédemment Bixi),.

### Transports aériens

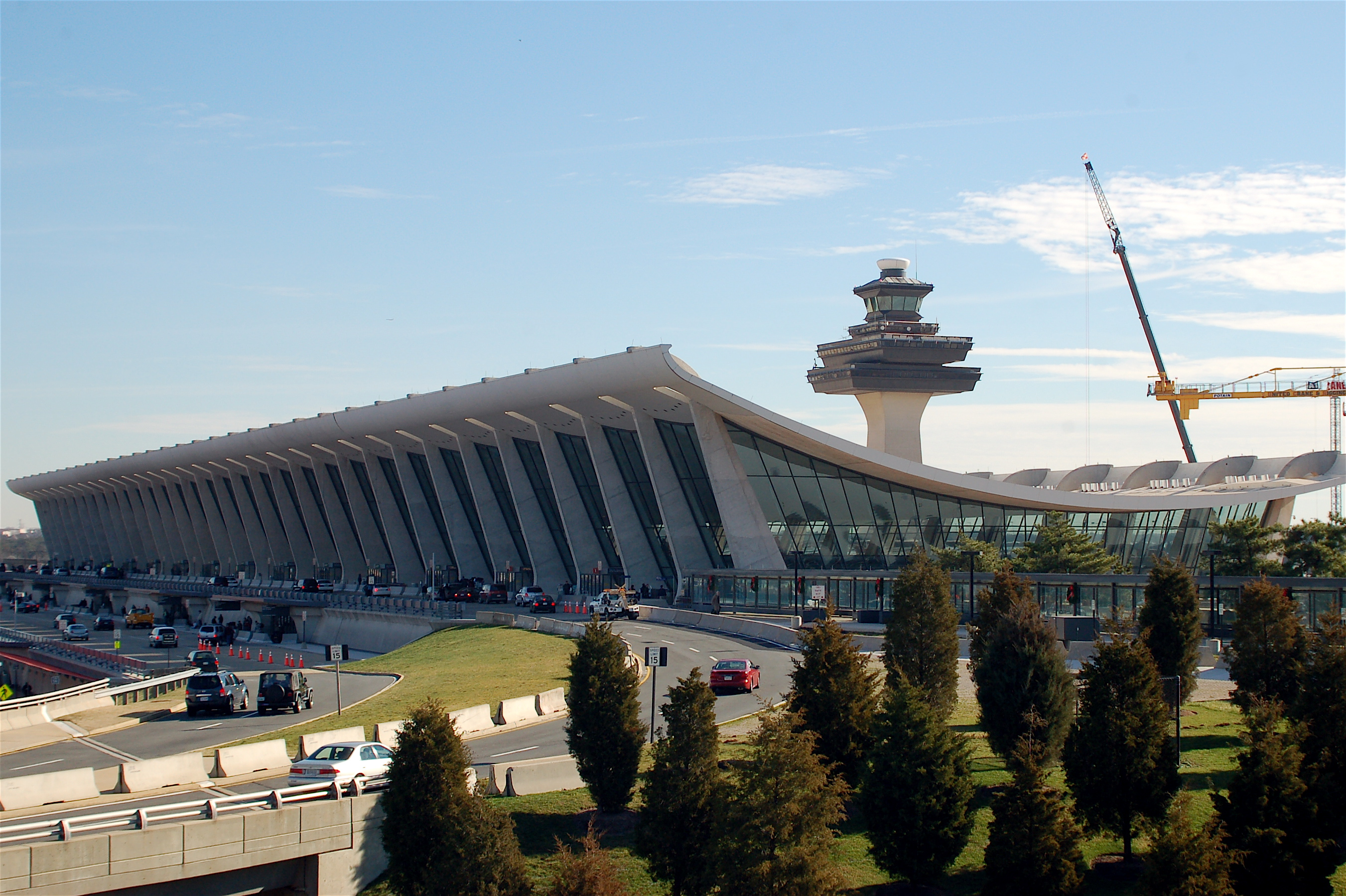
Terminal principal de l'aéroport international de Washington-Dulles.

Les trois aéroports principaux de la ville sont l'aéroport international de Washington-Dulles, l'aéroport national Ronald-Reagan, situé à Arlington en Virginie et l'aéroport international Thurgood Marshall de Baltimore-Washington.
Plusieurs aéroports plus petits sont réservés à l'aviation générale, dont le Montgomery County Airpark à Gaithersburg (Maryland), le College Park Airport à College Park (Maryland), le Potomac Airfield à Friendly (Maryland) et le Manassas Regional Airport à Manassas (Virginie). Depuis 2003, plusieurs de ces aéroports ont vu leur accès strictement limité par la création de l'Air Defense Identification Zone (ADIZ), visant à empêcher la reproduction d'attentats similaires à ceux du 11 septembre 2001 dans la capitale.

## Jumelages
Selon le Bureau du Secrétaire du district de Columbia, Washington entretient officiellement des relations de jumelage ou d'amitié avec quinze villes dans le monde (dont presque toutes — à l'exception de Sunderland — sont également les capitales de leur pays). Concernant Paris et Rome, il ne s'agit que de contrats économiques et amicaux, Paris et Rome ayant formé un jumelage exclusif.
| Ville | Ville                         | Pays | Pays           | Période                    |
| ----- | ----------------------------- | ---- | -------------- | -------------------------- |
|       | Accra,                        |      | Ghana          | depuis le 8 mai 2006       |
|       | Addis-Abeba,                  |      | Éthiopie       | depuis le 11 décembre 2013 |
|       | Ankara,                       |      | Turquie        | depuis octobre 2011        |
|       | Athènes,                      |      | Grèce          | depuis le 27 mars 2000     |
|       | Bangkok                       |      | Thaïlande      | depuis le 19 février 1962  |
|       | Brasilia,                     |      | Brésil         | depuis le 15 mars 2013     |
|       | Dakar                         |      | Sénégal        | depuis 1980                |
|       | Paris                         |      | France         | depuis 2000                |
|       | Pretoria                      |      | Afrique du Sud | depuis le 28 juin 2002     |
|       | Pékin,                        |      | Chine          | depuis le 15 mai 1984      |
|       | Rome                          |      | Italie         | depuis le 7 juin 2011      |
|       | Région de Bruxelles-Capitale, |      | Belgique       | depuis 1985                |
|       | San Salvador,                 |      | Salvador       | depuis le 13 août 2018     |
|       | Sunderland                    |      | Royaume-Uni    | depuis le 20 juin 2006     |
|       | Séoul,                        |      | Corée du Sud   | depuis le 13 mars 2006     |
|       | Tshwane                       |      | Afrique du Sud |                            |

#### Architecture, art et urbanisme

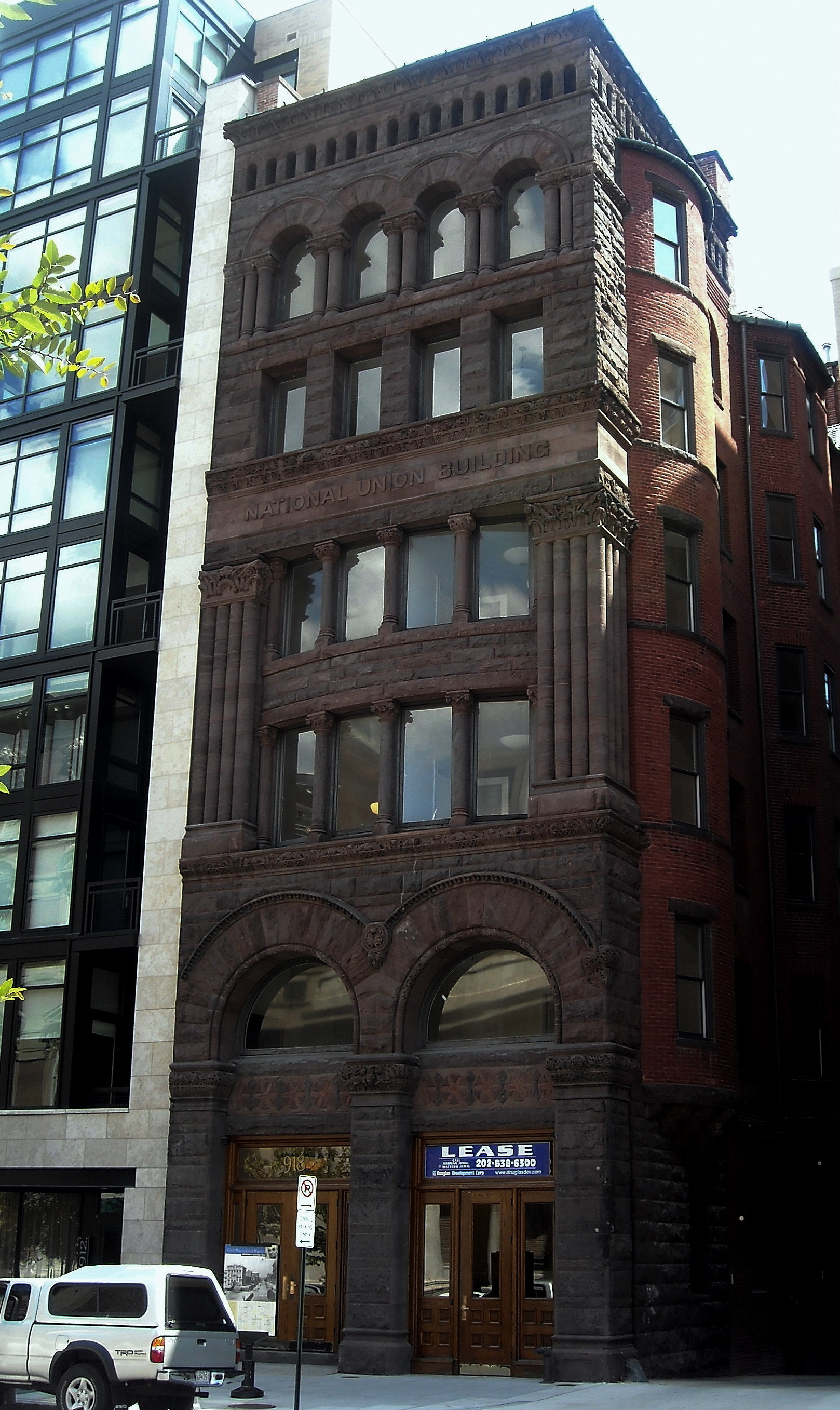
National Union Building, par Glenn Brown.